# Elon Musk
Pour les articles homonymes, voir Musk.
Elon Musk (prononcé en anglais : /ˈiːlɒn ˈmʌsk/), né le 28 juin 1971 à Pretoria (Afrique du Sud), est un entrepreneur, chef d'entreprise, homme politique et milliardaire sud-africain, canadien et américain. Avec une fortune personnelle estimée à 407,5 milliards de dollars le 18 juillet 2025, il est considéré comme la personne la plus riche du monde.
C'est le cofondateur et le président-directeur général de la société astronautique SpaceX ainsi que le directeur général de la société automobile Tesla. En janvier 2021, selon Bloomberg, Elon Musk devient, à 49 ans, l'individu le plus riche du monde avec une fortune estimée à 251,3 milliards de dollars. En octobre 2022, il devient le propriétaire de Twitter par un achat à 44 milliards de dollars, qu'il renomme X l'année suivante.
Il commence sa carrière en affaires comme cofondateur de la société de logiciels Zip2 avec son frère, Kimbal Musk. La start-up est acquise par Compaq pour 307 millions de dollars en 1999. La même année, Musk cofonde la banque en ligne X.com, qui fusionne avec Confinity en 2000 pour former PayPal. eBay rachète PayPal en 2002 pour 1,5 milliard de dollars.
En 2002, Musk fonde SpaceX, un fabricant aérospatial et une société de services de transport spatial, et en est le PDG. En 2004, il investit 6,5 millions de dollars dans le constructeur de véhicules électriques Tesla, en devient le premier actionnaire et intègre son conseil d'administration, avant de prendre le poste de PDG en 2008. En 2006, il participe à la création de SolarCity, une société d'énergie solaire qui est ensuite acquise par Tesla et devient Tesla Energy. En 2015, il cofonde et devient coprésident d'OpenAI, une association de recherche promouvant l'intelligence artificielle amicale, qu'il quitte en 2018. En 2016, il fonde The Boring Company, société de construction de tunnels, et Neuralink, société de neurotechnologie.
En 2018, Elon Musk est l'objet d'une enquête de la Securities and Exchange Commission (SEC) en raison d'annonces faites sur X susceptibles d'influencer le cours de bourse de Tesla. En 2023, il fonde la société xAI dans le domaine de l'intelligence artificielle.
À partir de la fin des années 2010, ses actions et déclarations, dont certaines relèvent de la désinformation et des théories du complot, sont régulièrement médiatisées.
Politiquement, Elon Musk devient un temps conseiller officieux du nouveau président des États-Unis Donald Trump en 2016, jusqu'à ce que le président républicain annonce son intention de se retirer de l'accord de Paris sur le climat. Alors que ses positions s'orientent progressivement vers l'extrême droite et un soutien à plusieurs figures de ce mouvement au cours des années suivantes, il devient l'un des plus importants soutiens de l'ancien président et s'implique dans sa campagne pour l'élection présidentielle de 2024, devenant son deuxième plus gros contributeur financier.
À la suite de la victoire de Donald Trump, il est nommé haut conseiller et prend la tête d'un « ministère de l'Efficacité gouvernementale », officiellement une instance temporaire appelée département de l'Efficacité gouvernementale, qui consiste à procéder à des coupes drastiques de nombreux programmes et agences gouvernementaux et à licencier des dizaines de milliers de salariés fédéraux. Après seulement quatre mois, il quitte la direction du département de l'Efficacité gouvernementale et entre dans un violent conflit avec Donald Trump au sujet de sa politique fiscale. 
Dans le cadre d'une critique du bipartisme aux États-Unis, Elon Musk annonce vouloir créer son propre parti politique. Nommé le Parti de l'Amérique, il tente de constituer une troisième voie aux futures élections américaines. Il projette par ailleurs son influence sur les pays européens, apportant publiquement son soutien à des partis d'extrême droite européens.

## Origines, famille et études

### Origines familiales, enfance et études
Elon Reeve Musk naît le 28 juin 1971 à Pretoria, dans la province du Transvaal, en Afrique du Sud. Au moment de sa naissance, le pays est sous le régime de l'apartheid, instauré en 1948 par le Parti national, qui exerce un pouvoir raciste et répressif,. Il est le fils d'Errol Musk, riche ingénieur et promoteur immobilier sud-africain aux origines afrikaner (néerlandaise), Pennsylvania Dutch (allemande) et anglo-sud-africaine, ayant eu des parts (contrairement aux affirmations du milliardaire) d'une mine d'émeraudes en Zambie,,, et de Maye Haldeman, une diététicienne et mannequin canadienne et sud-africaine,,,,. Une arrière-grand-mère paternelle d'Elon descend de Free Burghers (en) (Bourgeois Libres) hollandais, tandis que des arrière-grands-parents maternels sont des Pennsylvania Dutch venant d'un village de Suisse alémanique, du côté de la famille Haldeman (en), dont le nom évoque ces racines. La famille de sa mère, qui est née en Saskatchewan, quitte le Canada pour Pretoria en Afrique du Sud en 1950 et obtient la double nationalité. Le grand-père maternel d'Elon, Joshua Norman Haldeman, né canadien aux États-Unis, homme politique, pionnier de la chiropratique au Canada et détenteur de records en tant qu'aviateur grâce à des voyages en famille en Afrique et en Australie, meurt en 1974, alors qu'Elon est encore un enfant en bas âge.
Après le divorce de ses parents, en 1979, Elon continue de vivre avec son père, selon une décision qu'il regrette ensuite. Passionné de jeux vidéo à partir de l'âge d'une dizaine d'années, il assure aussi construire enfant des modèles de fusées miniatures et code à l'âge de 12 ans un petit jeu de tir dans le style de Space Invaders, qu'il parvient à vendre pour l'équivalent de 500 dollars au magazine PC and Office Technology,,.
C'est un enfant dont le rapport à l'école, aux enseignants et aux camarades est difficile, dont le comportement est incompris ou critiqué, plutôt comme victime ou coupable selon les points de vue exprimés. Il est marqué par le harcèlement scolaire de camarades qui ne le comprennent pas, selon des affirmations rapportées par son biographe Walter Isaacson et contestées par son père, selon lequel il s'était seulement battu un jour avec un camarade dont le père s'était suicidé et dont il critiquait les larmes. De ces faits controversés restent des séquelles respiratoires pour Elon, qui est hospitalisé puis inscrit dans une école privée à leur suite. La biographie en question donne par ailleurs une mauvaise image d'Errol Musk et du comportement de celui-ci avec le jeune Elon Reeve et sa fratrie, qui n'ont pas de bonnes relations avec leur père.

Selon son frère, Kimbal, Elon Musk aurait très tôt lu deux livres par jour dans des disciplines variées. Ses lectures étaient très larges et diverses, couvrant de nombreux domaines comme la philosophie, la religion, la science-fiction et la programmation, l'ingénierie, le business, la technologie, le design de produit, l'énergie.

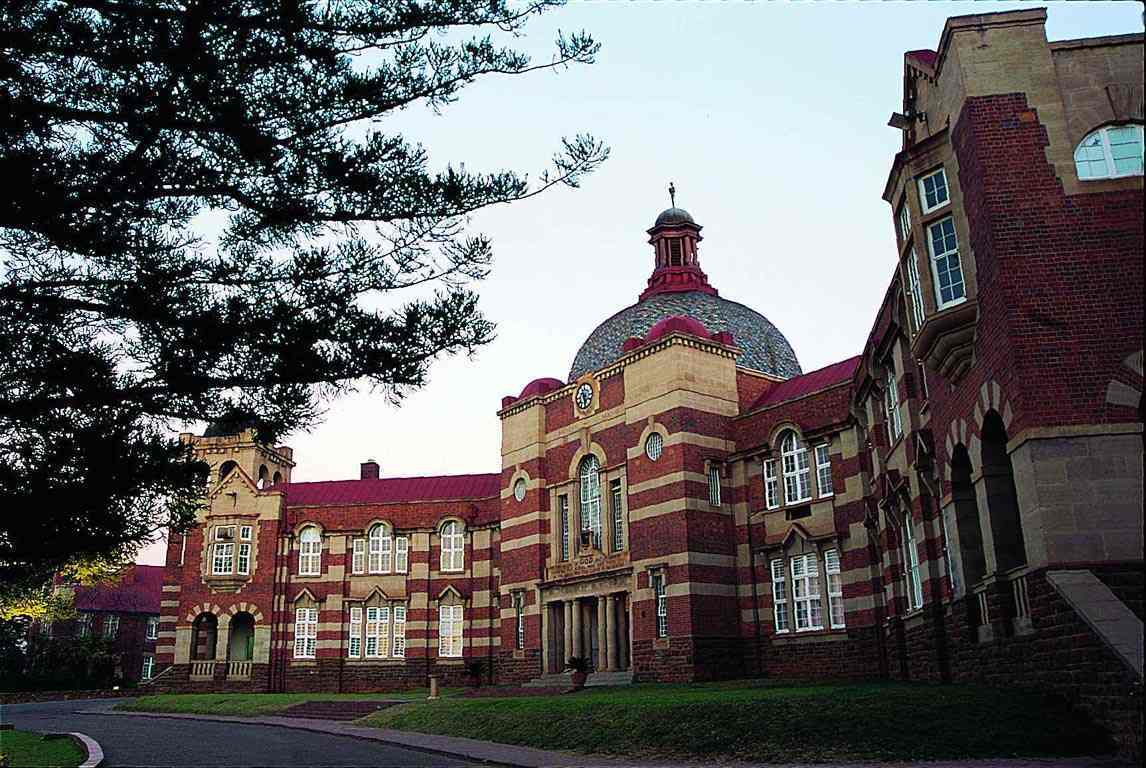
Bâtiment principal de la Pretoria Boys High School, où Elon Musk fut scolarisé durant son adolescence, alors que l'école était exclusivement réservée aux garçons blancs.

En 1988, alors âgé de 17 ans, à la fin de ses études au Pretoria Boys High School (en), il annonce à ses parents qu'il souhaite aller étudier aux États-Unis. L'année suivante, il obtient la nationalité canadienne en plus de la nationalité sud-africaine grâce à sa filiation maternelle et quitte l'Afrique du Sud pour Kingston, en Ontario (Canada),. Pour Elon Musk, la nationalité canadienne lui permet d'émigrer ensuite aux États-Unis pour étudier, plus facilement qu'en venant de l'Afrique du Sud de l'apartheid,. Cela lui évite aussi d'être appelé sous les drapeaux en Afrique du Sud et de faire son service militaire. En désaccord, son père lui coupe les vivres. Au Canada, il intègre alors l'Université Queen's et finance ses études grâce à des travaux à temps partiel et des emplois d'été en informatique.[réf. nécessaire] Il en ressort diplômé en administration en 1992.
En 1992, il quitte le Canada pour les États-Unis, où il a depuis ses résidences, et intègre l'université de Pennsylvanie pour y étudier la physique et l'économie, finançant ses cours grâce à une bourse. Il y étudie trois ans, recevant un diplôme de premier cycle après ses deux premières années, et y reste une année de plus pour terminer une majeure en physique et faire de son diplôme de premier cycle un Joint honours degree (en). En 1995, il reçoit une bourse pour poursuivre un doctorat en physique énergétique à l'université Stanford. Cependant, il prend rapidement conscience du développement d'Internet à l'époque et, à peine deux jours après la confirmation de son admission, suspend ses cours pour lancer sa société. Pourtant, avec un visa d'étudiant, Elon Musk a interdiction de se consacrer à une telle activité professionnelle sur le sol américain. Il rend invalide son titre de séjour, se plaçant en situation irrégulière dans le pays. Ce fait est relevé comme contredisant des prises de position politiques ultérieures de l'entrepreneur sur les questions migratoires.
Régularisé, il obtient la nationalité américaine en plus des deux précédentes en 2002, dix ans après son installation aux États-Unis, et possède depuis la triple nationalité.
C'est le frère aîné de Kimbal Musk (né en 1972) et de la réalisatrice et productrice de cinéma Tosca Musk (née en 1974). Par des unions plus récentes de son père, il a quatre demi-frères et demi-sœurs biologiques, beaucoup plus jeunes, Alexandra Musk-Steuart (1993), une autre fille (1998), Elliot Rush Musk (2017) et Asha Rose Musk (dont la naissance, peut-être en 2019, est annoncée en 2022), les deux derniers étant nés de l'union entre son père septuagénaire et Jana Bezuidenhout. Parfois considérée comme l'autre demi-sœur ou la quasi-sœur d'Elon Musk, celle-ci est à la fois la compagne et la belle-fille d'Errol Musk, étant l'une des deux enfants du premier mariage, avec Jock Bezuidenhout dont elle venait d'être veuve, de sa seconde épouse (entre 1992 et leur divorce, dix-huit ans plus tard), Heide Bezuidenhout, qui est avec Errol la mère d'Alexandra et de sa sœur cadette. Selon certaines sources, c'est cette dernière qui se prénomme Asha Rose et le prénom de la fille d'Errol et de Jana qui n'est pas connu. Les révélations sur les relations et les enfants d'Errol et de Jana dégradent encore les relations du père d'Elon Musk avec celui-ci et ses autres enfants adultes.
C'est le cousin germain de Peter et Lyndon Rive, les cofondateurs de SolarCity, la mère de ceux-ci et la sienne étant sœurs jumelles.

### Vie privée
Elon Musk affirme avoir le syndrome d'Asperger,, une forme d'autisme, en déclarant : « Je sais bien que je dis ou que je poste parfois des choses étranges, mais c'est la façon dont travaille mon cerveau » et, par conséquent, dit regretter que ses propos puissent parfois être mal interprétés.
Père d'une famille nombreuse et recomposée, Elon Musk a 13 enfants de 3 mères différentes, dont un nourrisson mort en bas âge, des triplés et deux fois des jumeaux : Nevada (2002-2002), Griffin (2004), Vivian (2004), Saxon (2006), Damian (2006), Kai (2006), Exash (2020), Strider (2021), Azure (2021), Exa (2021), Tau (2022), Arcadia (2024) et Seldon (2025). Il aurait aussi un quatorzième enfant (2024) (en fait le treizième né dans l'ordre des naissances), non reconnu (voir ci-après). Lors d'une conférence en décembre 2021, il déplore les taux de natalité faibles, qui sont, selon lui, « l'un des plus grands risques pour la civilisation »,,.
Elon Musk a financé l'Astra Nova School, une école privée réservée à ses enfants et à ceux de ses amis. L'enseignement y est orienté vers les sciences et la résolution de problèmes et ne comprend pas de langues, ni d'art, ni de sport.
Passionné de jeux vidéo, Elon Musk fait notamment un lien entre sa propre entreprise, Neuralink, et la série de jeux de science-fiction Deus Ex, qui mettent en scène un homme augmenté aux capacités surhumaines. Lors d'une séance de doublage où sa compagne, la chanteuse canadienne Grimes, enregistre la voix d'un personnage de pop-star cyborg pour le jeu Cyberpunk 2077 sorti en 2020, Musk fait irruption dans le studio de doublage avec un fusil et réclame d'obtenir un caméo dans le jeu, qu'il n'obtient pas,.
Sans pour autant se considérer comme un chrétien pratiquant ou forcément partager la spiritualité chrétienne au sens ordinaire des croyances religieuses, Elon Musk, souvent décrit comme irréligieux, athée ou agnostique, et montrant à ce sujet un positionnement ambivalent, revendique sa qualité de « chrétien culturel » et aussi de « grand croyant dans les principes du christianisme », affirmant que les principes du christianisme favorisent le bonheur, la natalité et la curiosité.

#### Mariage avec Justine Wilson
Elon Musk se marie en janvier 2000 avec la romancière canadienne Justine Wilson, rencontrée à l'université,, née le 2 septembre 1972. Ensemble, ils ont six enfants. Le premier d'entre eux, Nevada Alexander, meurt subitement dix semaines après sa naissance, en 2002. Le couple a ensuite des jumeaux le 15 avril 2004, nommés Griffin et Vivian, puis des triplés le 1er janvier 2006, nommés Kai, Saxon et Damian. Les époux Musk divorcent en septembre 2008 après huit ans de mariage,.

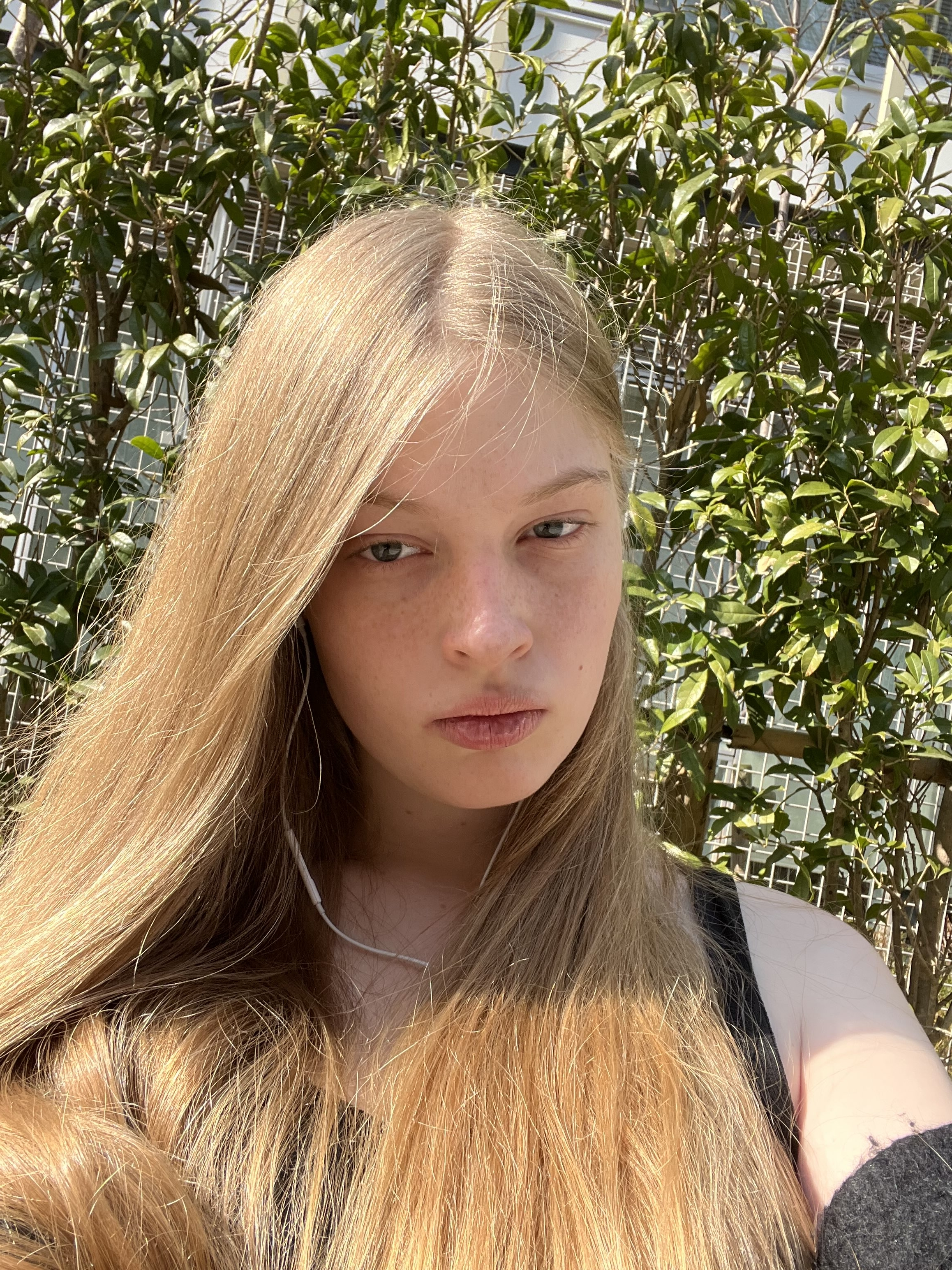
Vivian Wilson, sa fille

Ses relations avec sa fille transgenre, Vivian Jenna Wilson, se dégradent au cours des années. En juin 2022, à l'âge de 18 ans, elle décide de réaliser une transition de genre ; Elon Musk explique avoir été piégé pour avoir accepté administrativement cette transition, alors que sa fille Vivian prétend qu'il en était parfaitement conscient. La même année, elle décide de définitivement couper les ponts avec son géniteur, en adoptant de nouveaux prénoms légaux, et en changeant son nom de famille pour celui de sa mère,. Le 22 juillet 2024, Elon Musk explique « avoir perdu son fils », « tué par le virus de l'esprit woke ». Sa fille l'accuse sur Threads entre autres de ne pas l'avoir soutenue, d'avoir été froid et « prompt à la colère » face à sa transition de genre, et d'être raciste, infidèle, faussement chrétien, peu investi pour la cause écologique, narcissique et un père absent. En mars 2025, elle affirme que son sexe assigné à la naissance, ainsi que le sexe masculin de ses frères, a été sélectionné dans le cadre d'une fécondation in vitro afin d'avoir une descendance masculine. La transidentité de Vivian Jenna Wilson aurait ainsi d'autant plus contrarié la volonté de son père.

#### Mariage avec Talulah Riley

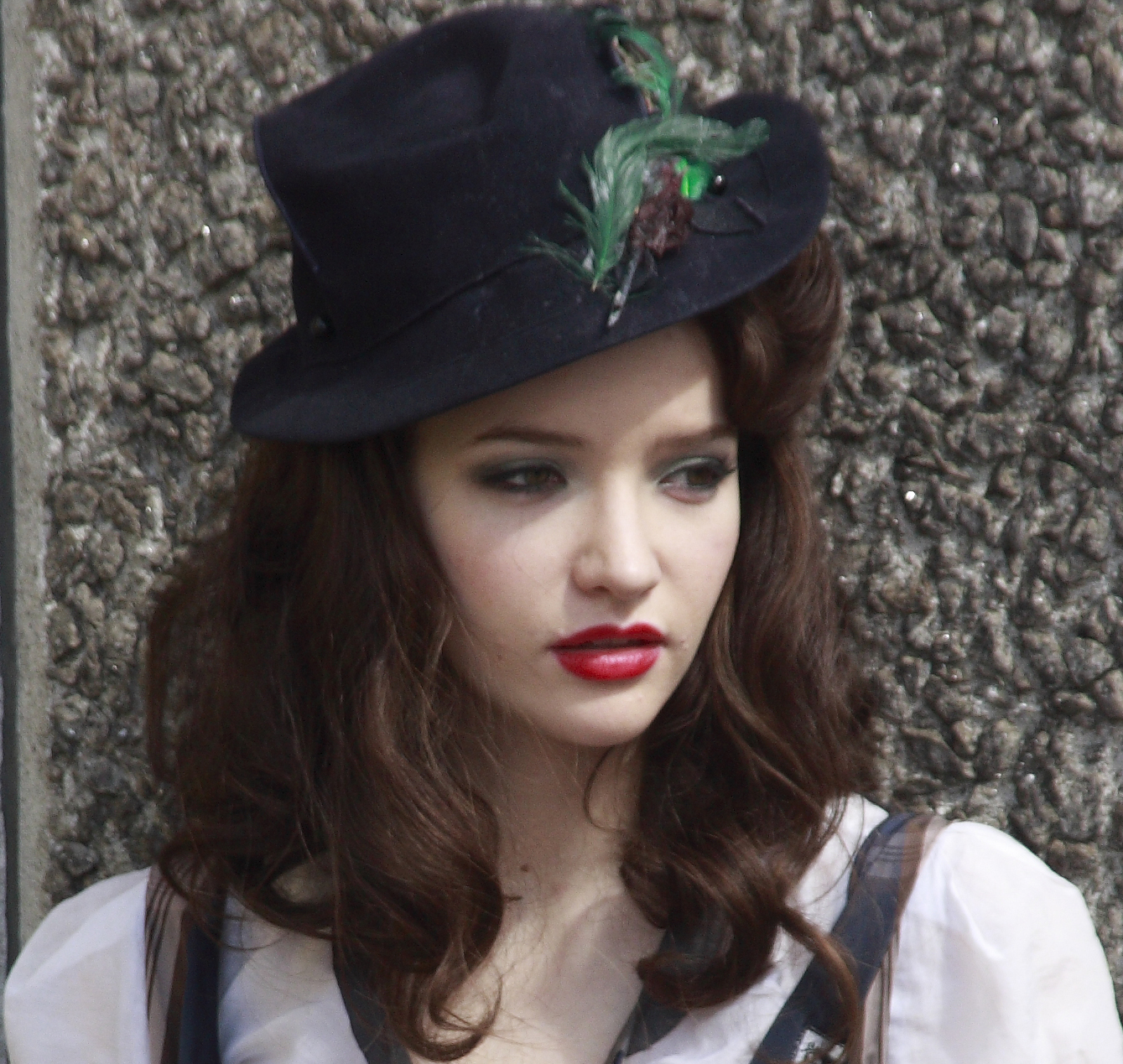
Talulah Riley

Au début des années 2010, Elon Musk fréquente l'actrice britannique Talulah Riley, née le 26 septembre 1985. Ils se marient en septembre 2010, divorcent en janvier 2012 puis se marient à nouveau en juillet 2013 avant de re-divorcer en mars 2016. Ils n'ont pas d'enfant. Talulah Riley s'est depuis remariée en 2024 avec l'acteur britannique Thomas Brodie-Sangster.

#### Relation avec Amber Heard

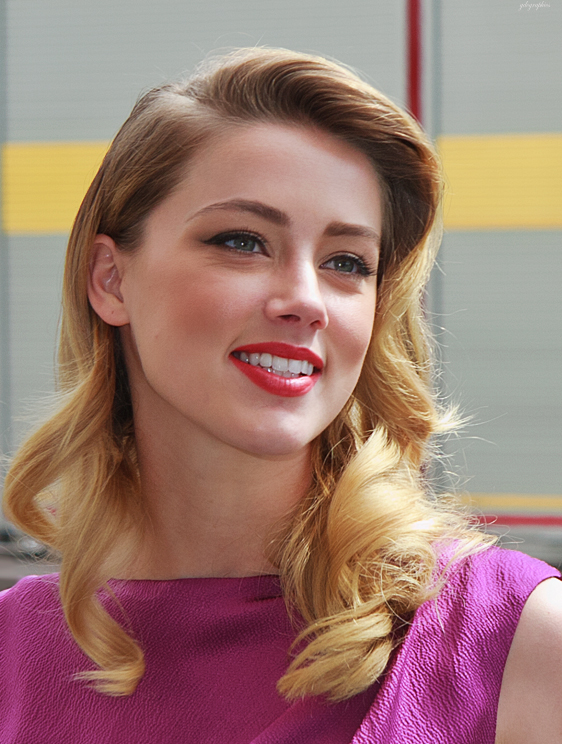
Amber Heard

Vers 2015 ou 2016, Elon Musk commence à fréquenter l'actrice américaine Amber Heard. Celle-ci officialise leur relation en avril 2017, mais tous deux se séparent quelques mois plus tard, en août,. Leur relation est mentionnée lors de la bataille judiciaire entre Heard et son ex-mari Johnny Depp, entre 2020 et 2022 : Depp accuse Heard d'infidélité avec Musk à l'époque où tous deux étaient encore mariés, et d'une relation à trois avec l'actrice et mannequin britannique Cara Delevingne, des faits réfutés, du moins sur ce dernier point, par Elon Musk. Le nom de Musk figure sur la liste des témoins potentiels de Heard lors de ce procès très médiatique, mais l'entrepreneur n'apparaît finalement pas au tribunal.

#### Relation avec Claire Boucher

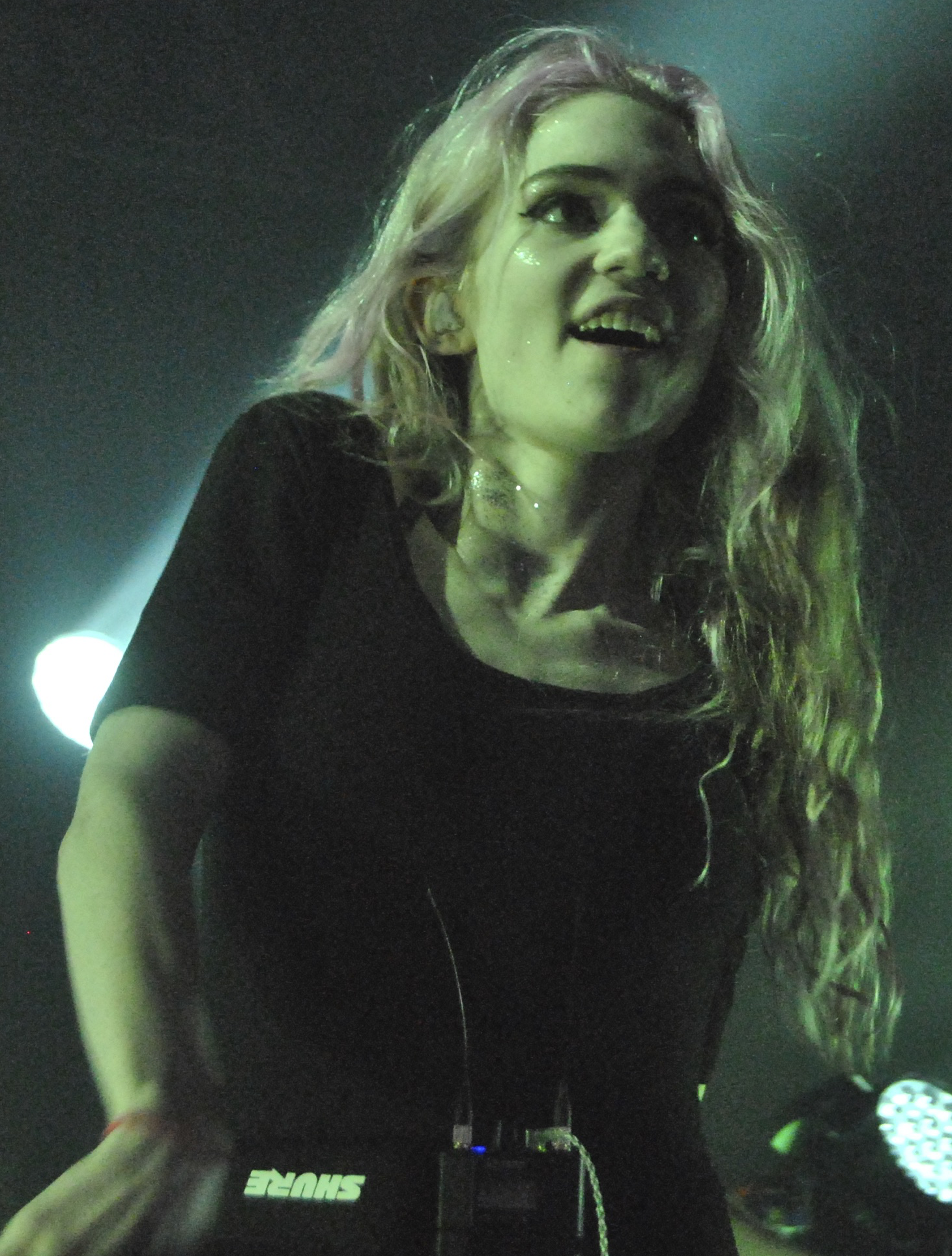
Claire Boucher

En mai 2018, Elon Musk officialise sa nouvelle relation avec la chanteuse canadienne Grimes, née le 17 mars 1988, de son vrai nom Claire Elise Boucher (un temps, son prénom est modifié officiellement en c sur l'idée de son compagnon, par référence à la vitesse de la lumière), qui se dit elle-même neuroatypique, en l'accompagnant au gala du Metropolitan Museum of Art,. 

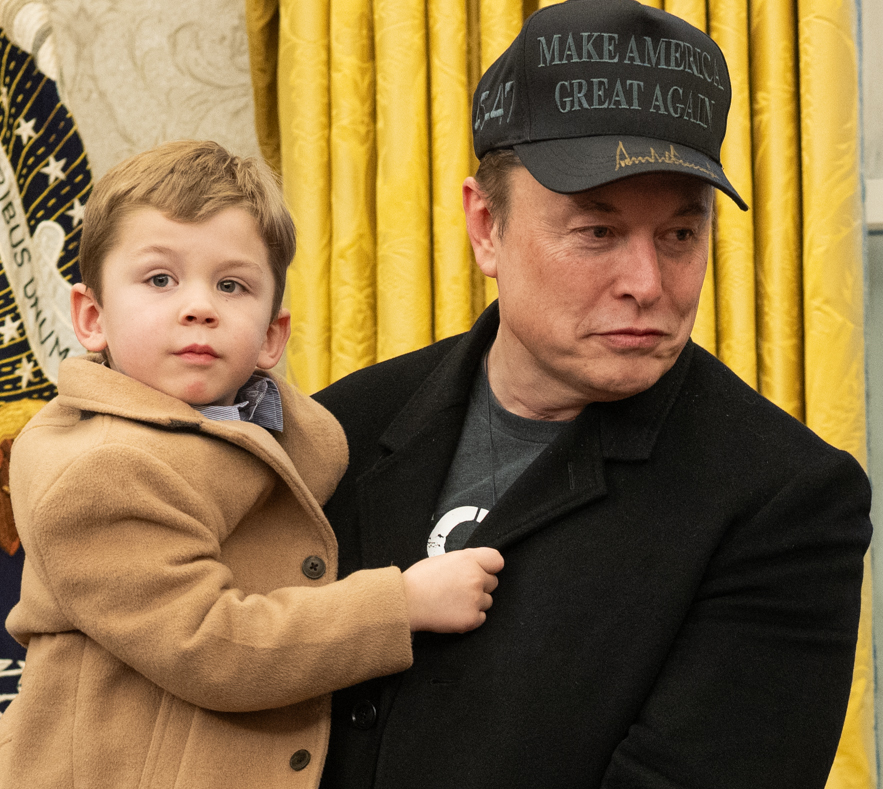
Exash Musk, avec son père

Trois enfants naissent de cette union. Le couple a d'abord un fils le 4 mai 2020, initialement prénommé X Æ A-12 puis rebaptisé X Æ A-XII en réponse à l'interdiction par la juridiction californienne d'utiliser des chiffres dans un prénom. Selon Grimes, le nom de X Æ A-XII se prononce [ˈɛkseɪaɪ] (ex-èy-ail), tandis que Musk affirme qu'il se prononce [ˈɛksˈæʃeɪˈtwɛlv] (ex-ash-èy-twèlve). Ils ont reçu des critiques pour avoir choisi un nom perçu comme difficile à prononcer et à appliquer au quotidien. L'enfant est habituellement surnommé « Exash ».
Le couple a ensuite eu une fille en 2021, née d'une mère porteuse et prénommée Exa Dark Sideræl (usuellement « Exa » ou encore « Y », prononcé « waï ») ; et, d'après un biographe de Musk qui l'évoque en 2023, un troisième enfant appelé Techno Mechanicus (usuellement « Tau », prononcé [taʊ]) et à la date de naissance exacte inconnue (vers 2022),, mais sans doute après la fin de la cohabitation de ses parents. Le couple annonce sa séparation en septembre 2021,, d'abord sous la forme d'une semi-séparation, puis ne s'entend absolument plus. Grimes critique l'exposition publique de leur fils de quatre ans, réfléchit à une bataille judiciaire pour la garde des enfants et communique publiquement sur X au sujet d'une urgence médicale dont elle dit qu’elle risque d'handicaper à vie un de leurs enfants et à propos de laquelle elle se plaint que Musk (à qui elle doit demander d'intervenir sur le réseau social) ne lui répond pas,.

#### Relation avec Natasha Bassett

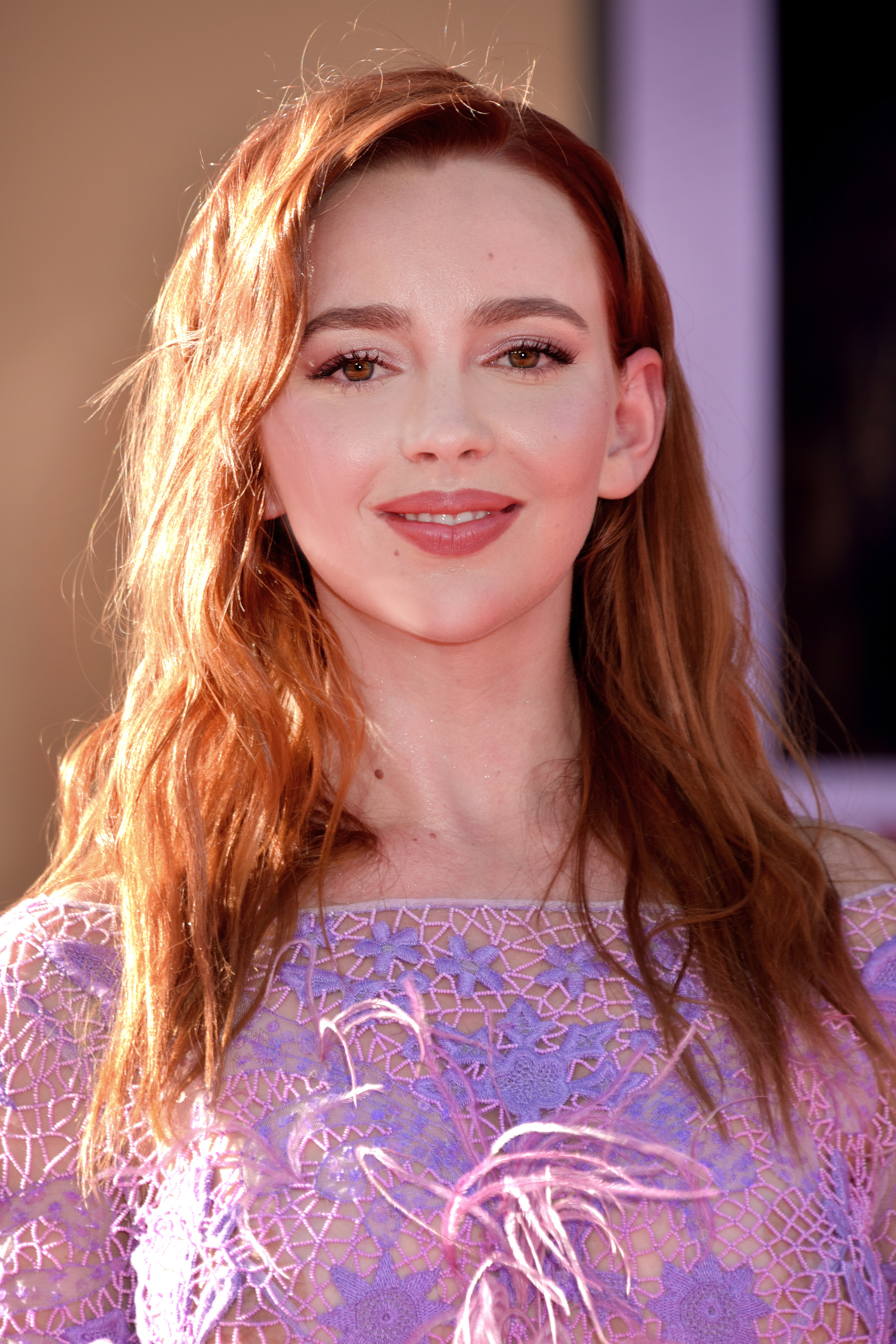
Natasha Bassett.

Elon Musk est ensuite le compagnon de l'actrice, scénariste et réalisatrice australienne Natasha Bassett, née le 16 octobre 1992, entre fin 2021 et juillet 2022. Leur rupture est due à la relation que poursuit Elon Musk avec une autre femme et aux révélations concernant leurs enfants. Le patron de Tesla, qui le dément, aurait aussi eu une liaison avec l'avocate et candidate à la vice-présidence américaine Nicole Shanahan, l'épouse de Sergey Brin, cofondateur de Google.

#### Relation avec Shivon Zilis
En novembre 2021, Business Insider rapporte qu'Elon Musk est également le père de jumeaux dizygotes de sexe différent, prénommés Strider (pour le garçon) et Azure (pour la fille), nés avant sa rupture avec Grimes et quelques semaines avant la naissance de leur fille. Il s'agirait de procréation médicalement assistée. La mère est la Canadienne Shivon Alice Zilis, cadre dirigeante et directrice des projets spéciaux de Neuralink. Elon Musk les reconnaît comme ses enfants six mois après leur naissance,. Elon Musk et Shivon Zilis, devenue sa compagne, mentionnent plus tard un autre enfant commun, une fille prénommée Arcadia, née en février 2024. Ils ont ensuite un fils appelé Seldon Lycurgus, né en 2025, dont l'existence est révélée par Shivon Zilis lors des révélations d'Ashley St. Clair (ci-après), qui ne remettent pas leur couple en question,.

#### Relation avec Ashley St. Clair
En février 2025, l'influenceuse et cheffe d'entreprise conservatrice de 26 ans Ashley St. Clair déclare avoir eu cinq mois auparavant un fils d'Elon Musk, et dont les initiales des prénoms seraient RSC et qui serait le treizième enfant (dans l'ordre des naissances) de l'entrepreneur, avec lequel elle aurait entamé une liaison en mai 2023,. Cela aurait été connu de la partenaire officielle de Musk, Shivon Zilis, et un accord aurait mené à l'assurance financière d'un logement somptueux à Manhattan réservé à Ashley. Elon Musk (lequel aurait donc quatorze enfants en tout) ne l'a pas reconnu publiquement.
Ashley St. Clair affirme qu'Elon Musk l'a empêchée de sortir de l'appartement durant sa grossesse et lui a envoyé des messages déplacés comme quoi il voulait la remettre enceinte, en exigeant son silence définitif. Tout en insistant sur la nécessité de sécurité, notamment pour lui-même, vis-à-vis de l'enfant, Elon Musk n'aurait vu l'enfant que trois fois et n'aurait pas soutenu la jeune femme victime de menaces avec son enfant à cause de l'identité du père. Selon l'avocat de la mère, il assurait un soutien matériel à celle-ci mais s'est financièrement vengé des révélations qu'elle a faites et de l'action en justice qu'elle a intentée pour qu'il reconnaisse sa paternité et lui accorde la garde.
En 2025, Elon Musk est donc le père de quatorze enfants, dont treize en vie, issus de quatre relations, mais n'a pas reconnu être le père du treizième né, issu de la quatrième relation.

## Activités entrepreneuriales

### Zip2
En 1995, Elon Musk cofonde la compagnie Zip2, éditeur d'un logiciel de publication de contenu en ligne pour les informations des entreprises. En 1999, la division AltaVista de Compaq acquiert Zip2 pour 341 millions de dollars en argent et en options de titres. Elon Musk et son frère Kimbal Musk possèdent alors environ 12 % de Zip2.

### X.com / PayPal
En mars 1999, Elon Musk fonde une banque en ligne nommée X.com. X.com cessera par la suite ses services bancaires, mais la société PayPal de paiement en ligne, qu'elle avait acquise en mars 2000, rencontre un très grand succès. En février 2001, X.com change de nom pour PayPal. En octobre 2002, PayPal est vendu à eBay pour 1,5 milliard de dollars. Au moment de la vente, Elon Musk possède 11,7 % de PayPal (180 millions de dollars). Le 5 juillet 2017, Elon Musk rachète le nom de domaine X.com à PayPal, qu'il utilisera par la suite comme nom de domaine pour Twitter, renommé X.

### SpaceX et les ambitions martiennes
En mai 2002, désabusé par le manque d'ambition de la National Aeronautics and Space Administration (NASA), et éconduit par les Russes de NPO Lavochtkine auxquels il voulait acheter des missiles pour les convertir en fusées, mais qui ne l'ont pas jugé sérieux, Elon Musk fonde sa troisième société, Space Exploration Technologies (SpaceX), dont il est l'actuel PDG et directeur de la technologie.
SpaceX développe et produit des véhicules de lancement spatiaux au premier étage réutilisable, avec l'objectif d'abaisser les coûts de lancement et à long terme de rendre possible la colonisation de la planète Mars. SpaceX travaille en collaboration avec la NASA pour le transport de fret et d'astronautes vers la Station spatiale internationale.
Après avoir initialement déclaré qu'il aurait envoyé des hommes sur Mars dès 2013, Elon Musk s'engage en 2011 à avoir colonisé la planète rouge « dans 10 ans dans le meilleur des cas, sinon 15 ou 20 ans » (en 2021, 2026 ou 2031). En 2017, il affirme que ses Starships seront sur Mars en 2024. Plus de dix ans après ces déclarations, l'ambition martienne n'a pas beaucoup évolué et l'entrepreneur parle alors d'un horizon 2028 ou 2029, ce qui correspond finalement aux projections de la NASA contre lesquelles il avait bâti sa communication. Par ailleurs, les experts du secteur mettent en doute l'optimisme sans cesse renouvelé de ces annonces, peu cohérentes avec les contraintes objectives.

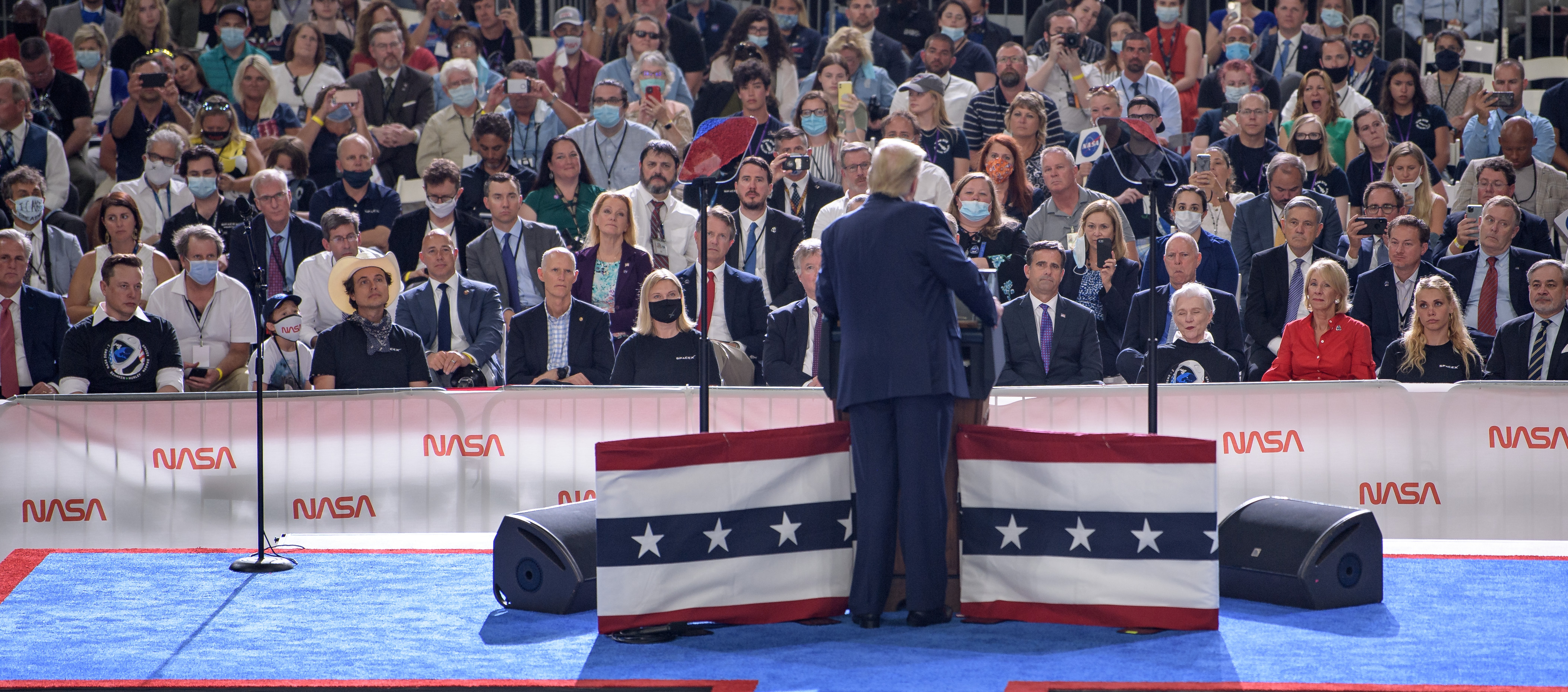
Donald Trump prononçant un discours en 2020 après le lancement réussi de la mission SpaceX Demo-2, devant le patron de l'entreprise (à gauche).

### Tesla
Elon Musk est plus connu du grand public pour le rôle qu'il joue au sein de Tesla. Après être entré dans le capital de la société en 2004 en y investissant initialement 6,5 millions de dollars, il en devient le président en octobre 2008 alors que l'entreprise est au bord de la faillite dans le contexte de la crise des subprimes. Tesla construit d'abord une voiture de sport électrique, la Tesla Roadster, puis produit une berline électrique plus économique, la Tesla Model S, suivie de la Tesla Model X, un SUV haut de gamme. Elon Musk veut produire des voitures électriques plus accessibles : c'est chose faite en 2018 avec le lancement de la Tesla Model 3, une berline beaucoup plus accessible (commercialisée à moins de 50 000 €, contre plus de 100 000 € au lancement de la Tesla Model S). Les bénéfices engendrés par la Tesla Roadster ont servi à financer les coûts de recherche et de développement des modèles suivants, moins onéreux. Il est également l'investisseur et le président du conseil d'administration de SolarCity (produits photovoltaïques et services), rachetée par Tesla en 2016, dont ses cousins germains Peter et Lyndon Rive étaient les cofondateurs et coprésidents. La motivation fondamentale pour créer les deux entreprises est d'aider à combattre le changement climatique,.
En 2008, SpaceX et Tesla font face à de nombreuses difficultés financières, mais sont finalement sauvées la même année. SpaceX s'en sort en signant avec la NASA un contrat de ravitaillement pour la Station spatiale internationale (ISS) d'une valeur de 1,6 milliard de dollars. Les fusées Falcon 9 et les vaisseaux Dragon ravitaillent la station depuis 2012. Tesla est également sauvée (en grande partie grâce à Elon Musk) en 2008 lorsque les investisseurs décident d'augmenter leurs participations financières dans la société.

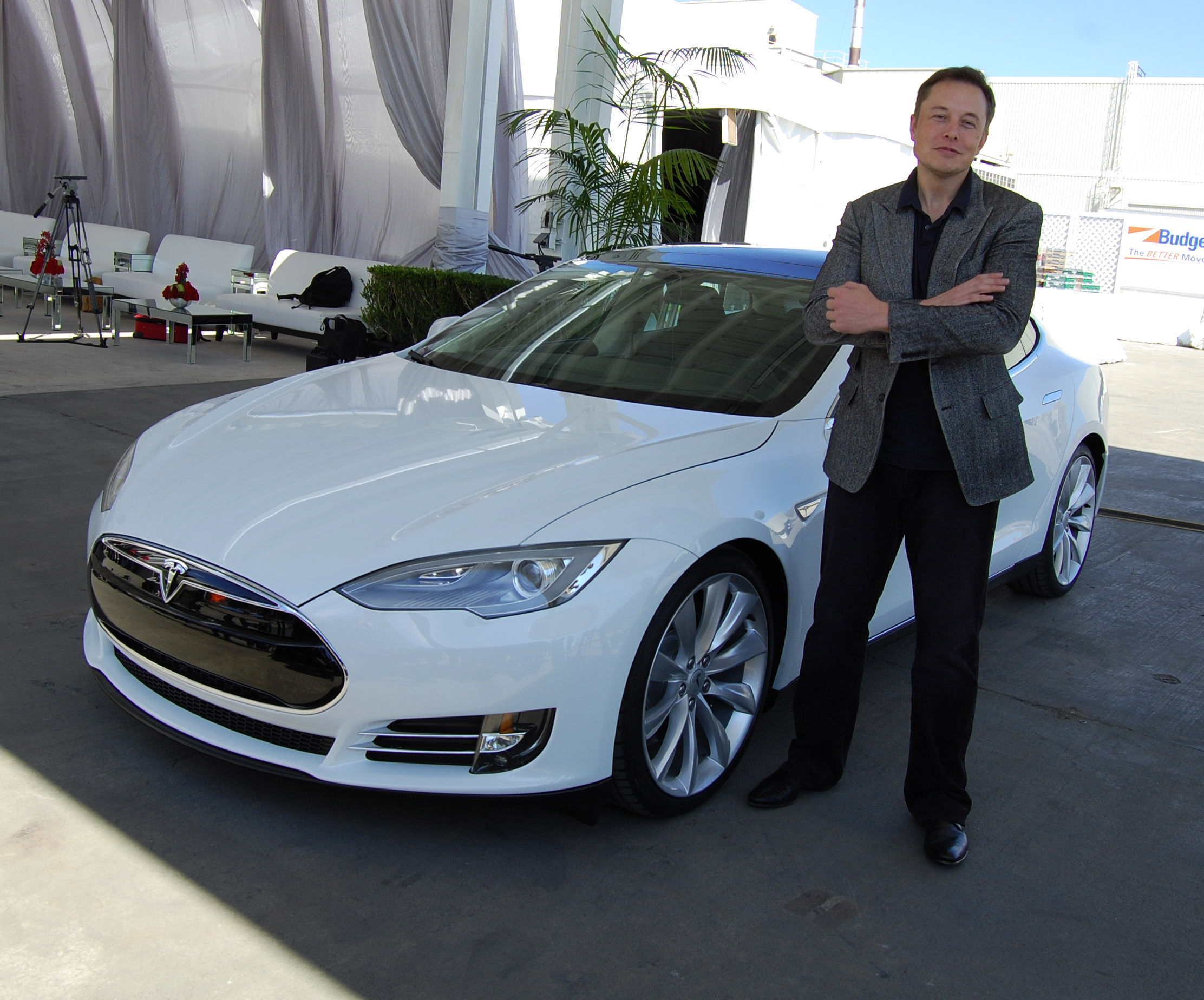
Elon Musk devant une Tesla Model S en 2011.
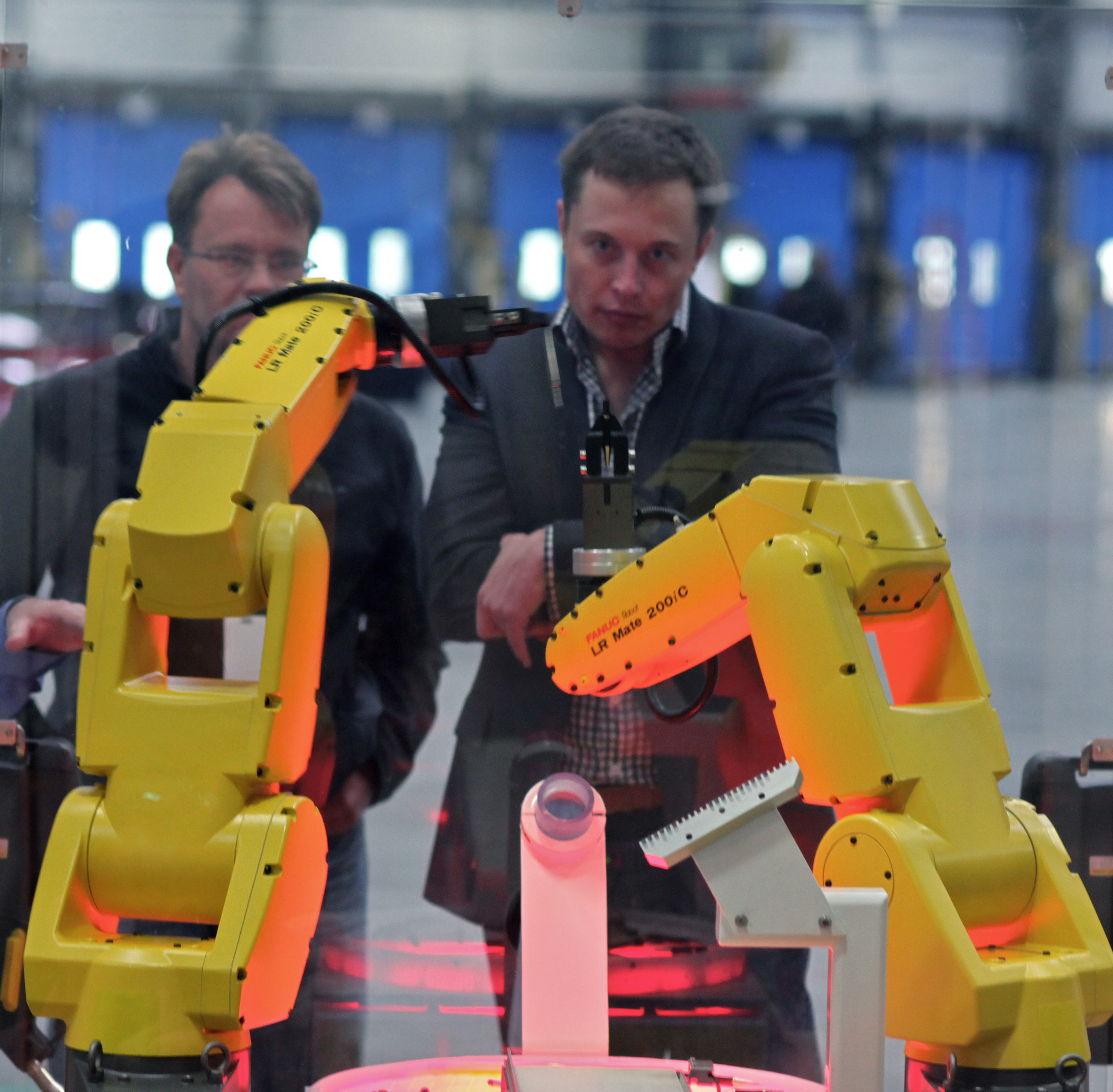
Elon Musk observant une démonstration d'assemblage lors de la réouverture de l'usine NUMMI, actuellement connue sous le nom de Tesla Factory (Fremont, Californie) en 2010.

En 2022, Elon Musk présente deux prototypes du robot humanoïde Optimus lors de la conférence annuelle Tesla sur l'intelligence artificielle.
En avril 2024, Elon Musk se rend à Pékin pour rencontrer le Premier ministre chinois Li Qiang, afin d'obtenir une approbation pour ses logiciels de conduite autonome en Chine.
Le 21 juillet 2025, il ouvre à Los Angeles son premier Tesla Diner, un restaurant où les propriétaires de Tesla peuvent recharger leur véhicule et se faire servir par un robot Optimus.

### Hyperloop
En septembre 2012, Elon Musk réfléchit à un nouveau mode de transport (un TGV subsonique capable de se déplacer à 1 200 km/h en emportant des passagers dans des capsules), dont il souhaite qu'il soit au moins deux fois plus rapide que l'avion et fonctionnant à l'énergie solaire. Le 12 août 2013, il présente son projet Hyperloop dont il a encouragé la réalisation par d'autres entreprises via un concours organisé par SpaceX. Depuis ce concours, des start-ups consacrées à la mise en place et au développement de l'Hyperloop sont nées, permettant à Elon Musk de se consacrer à l'automobile et au spatial. En 2015 et 2016, Elon Musk ne dirige plus aucun projet d'Hyperloop, mais sa société SpaceX continue d'organiser des compétitions.
En mars 2025, la société porteuse du projet Hyperloop en France est placée en redressement judiciaire.

### Powerwall

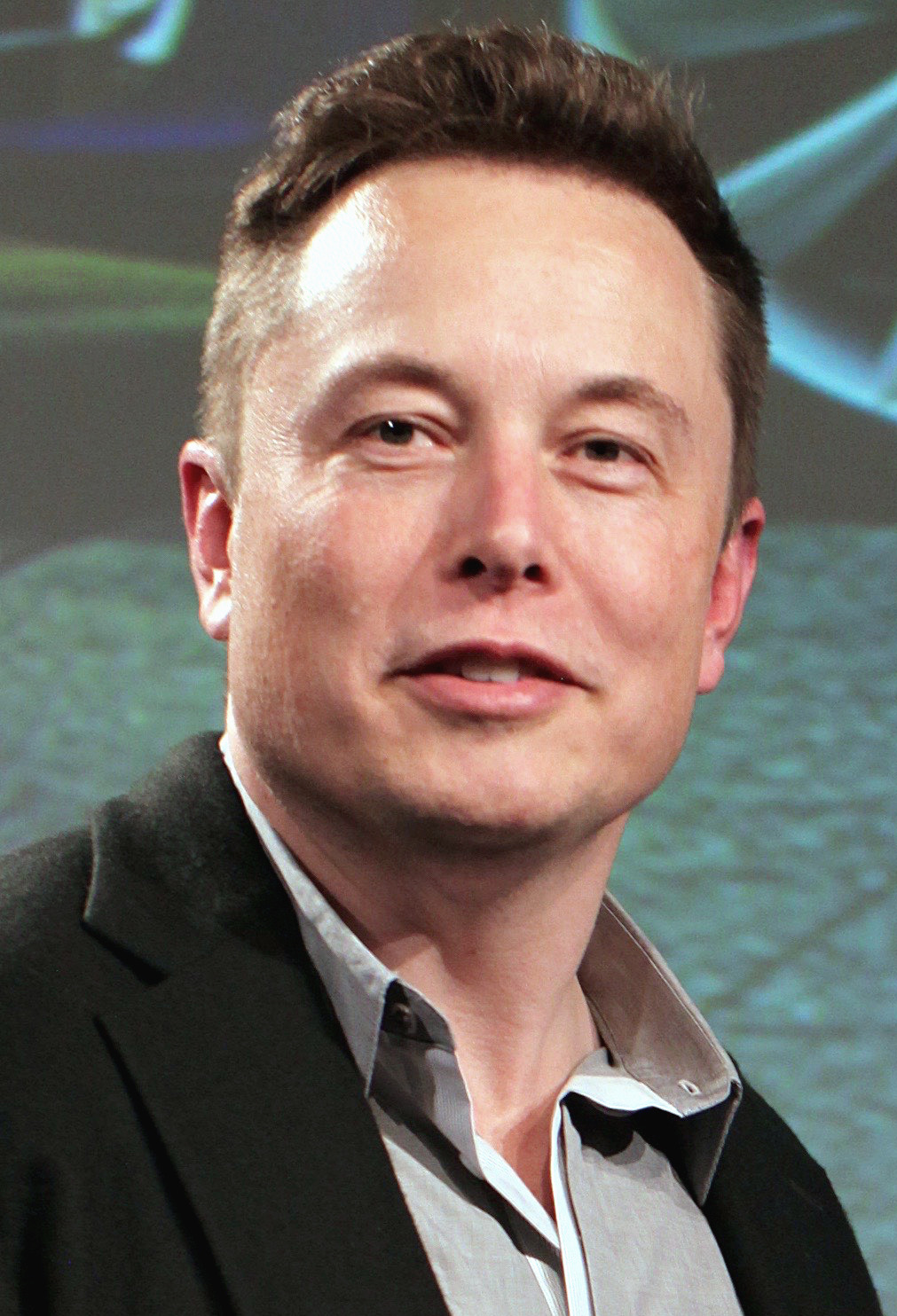
Elon Musk en 2015.

En 2015, il propose (sous la marque Tesla) un système dit « Powerwall » de stockage tampon d'énergie domestique intermittente (ex : solaire et/ou éolienne) via des batteries lithium-ion présentant une bonne efficacité énergétique et bonne durée de vie, acceptant des recharges incomplètes tout en fournissant une tension constante durant toute leur décharge. Ces powerwalls pourront équiper des immeubles et des maisons et, selon Elon Musk, pourraient contribuer à « transformer totalement l'infrastructure énergétique mondiale pour la rendre totalement durable et sans produire d'émissions de carbone ». Chaque bloc accumulateur mesure 130 × 86 × 18 cm et peut accumuler 7 ou 10 kWh, pour une puissance continue de 2 kW (pic à 3,3 kW). Le système peut aussi accumuler de l'énergie achetée en heures creuses ou contribuer à la régulation de fréquence du réseau. Le système permettrait selon lui « de se passer du réseau électrique » y compris dans les pays pauvres, ou d'assurer la consommation électrique durant les coupures de courant. Il compare ce changement à celui du téléphone mobile qui remplace peu à peu les lignes terrestres. Les batteries seront fabriquées par Panasonic dans une « giga-usine (Gigafactory) » de cinq milliards de dollars dans le Nevada, couverte de panneaux solaires et qui sera la plus grande usine de batteries au monde, où il projette de produire un équivalent/stockage de 35 gigawatts-heures d'ici 2020. Les commentateurs posent cependant la question de la ressource en lithium (le Chili et la Chine n'en fournissent en 2015 qu'environ 11 Mt/an avec un prix qui a décuplé entre 2000 et 2010). Tesla sera en outre en concurrence avec d'autres entreprises établies dans le domaine dont LG Chem, AES Energy Storage and NEC/A123, et de nouveaux arrivants dont Enphase, Sunverge Sonnenbatterie et Stem ou Alevo (start-up suisse qui a fait irruption sur la scène en 2014 avec une batterie lithium-ion-soufre garantie 20 ans et un investissement de 1 milliard de dollars dans une usine de fabrication en construction en Caroline du Nord tablant sur un marché de 200 mégawatts-heures de stockage en 2015 et 1 gigawatt-heure en 2016). D'autres observateurs notent que ces batteries pourront modifier, voire affecter, le secteur de la production d'électricité de pointe et le marché des smartgrids et de la substitution de la « puissance de crête » par le stockage.

### OpenAI
En 2015, il participe à la création du centre de recherche OpenAI sur l'intelligence artificielle ayant pour objectif affiché de « bénéficier à l'humanité ». Il quitte son conseil d'administration en 2018 pour éviter des conflits d'intérêts avec ses autres activités.

### Neuralink
En 2016, il fonde la start-up Neuralink dont l'objectif est de relier le cerveau à des circuits intégrés dans le but de fusionner les intelligences humaines et artificielles. L'implant cérébral sans fil Neuralink devrait dans les faits permettre aux personnes paralysées ou lourdement handicapées de recouvrer la parole et la mobilité,.
Il annonce officiellement en juin 2017 son objectif de commercialisation du premier modèle d'ici 2021.
Cette commercialisation prend du retard, elle est repoussée à 2022[réf. nécessaire], et en février 2022, la société d'Elon Musk confirme que des singes sont morts dans le cadre d'un projet de test de puces cérébrales.

### The Boring Company
En décembre 2016, Elon Musk fonde une nouvelle société : « The Boring Company ». Ce projet a pour but de supprimer les bouchons dans les grandes villes par l'installation d'un réseau de voies souterraines. Des ascenseurs positionnés sur la chaussée permettraient de descendre les véhicules dans le réseau souterrain et de les mener à leur destination à une vitesse avoisinant les 200 km/h.
Les travaux débutent à Los Angeles en mai 2017.
En janvier 2018, sous prétexte de financement de projet, la société commercialise un lance-flammes-chalumeau, qu'elle nomme ironiquement Not A Flamethrower (« Pas un lance-flammes »).

### Rachat de Twitter

Un an après son rachat de Twitter, Elon Musk décide de changer le traditionnel logo d'oiseau bleu pour la lettre 𝕏.

#### Entrée progressive au capital et au conseil d'administration
Au printemps 2022, une semaine après avoir demandé à ses abonnés si X protégeait selon eux la liberté d'expression (« La liberté d'expression est nécessaire au bon fonctionnement de la démocratie. Pensez-vous que X respecte scrupuleusement ce principe ? ») et après avoir évoqué la possibilité de créer un réseau concurrent, Elon Musk entre dans le capital de X le 4 avril 2022 en rachetant 9,2 % des actions au prix du marché, devenant ainsi le premier actionnaire du réseau social,, faisant bondir le cours de l'action d'environ 25 %. Elon Musk avait commencé à acheter des parts de X dès janvier 2022. Dès le lendemain de son acquisition, Musk propose la création d'un bouton « modifier » sur les tweets, proposition qu'il soumet à ses abonnés par un sondage. Le même jour Parag Agrawal, le directeur général de X, annonce l'entrée d'Elon Musk au conseil d'administration de la plateforme, en échange de quoi ce dernier se serait engagé à ne pas augmenter sa participation à plus de 14,9 % du capital. Cependant il est annoncé peu de temps plus tard que le dirigeant de Tesla n'intègrera finalement pas le conseil d'administration de X, sans explications de la part de l'intéressé ou de X,.

#### Offre de rachat de l'entreprise
Le 14 avril, Elon Musk annonce avoir déposé une offre d'achat de l'ensemble des actions de X au prix de 54,20 dollars l'action, soit un prix supérieur à celui du marché et annonçant qu'il s'agit « de sa meilleure offre et de son offre finale ». Il annonce également qu'en cas de refus de son offre par la direction du réseau social il se verrait « contraint » de revoir sa position d'actionnaire. X a annoncé étudier « avec attention » l'offre « non sollicitée et non contraignante d'Elon Musk ». L'offre de Musk est alors unanimement décrite comme une OPA hostile à l'encontre du réseau social,. Le 15 avril, la direction de X annonce recourir au mécanisme dite de la « poison pill » afin de protéger son cours en bourse. Avec cette dernière, lorsqu'un actionnaire dépasse le seuil de 15 % d'actions sans l'aval du conseil d'administration, les autres actionnaires pourront acheter des actions à un prix réduit par rapport à celui du marché, diluant ainsi la part de l'activiste indésirable. L'objectif est de ralentir les procédures d'OPA hostile et de permettre au conseil d'administration de gagner du temps afin d'élaborer une contre-stratégie. Cependant, la veille, Elon Musk avait affirmé qu'il possédait un « plan B » si X venait à utiliser la « poison pill » avant d'assurer qu'il serait « absolument indéfendable que [son] offre ne soit pas soumis au vote des actionnaires. Ce sont eux qui détiennent l'entreprise, pas le conseil d'administration ».
Le 25 avril 2022, Elon Musk annonce acheter X pour le prix de 44 milliards de dollars,. À l'issue de la transaction, 100 % des parts de X appartiendront au milliardaire qui a déjà annoncé sa volonté de sortir l'entreprise de la cotation en bourse,. Connu pour ses convictions libertariennes en se définissant comme un « absolutiste de la liberté d'expression », Elon Musk déclare vouloir racheter l'entreprise au nom de ce principe : « [Elle] est le fondement d'une démocratie qui fonctionne et Twitter est la place publique numérique où sont débattues des questions vitales pour l'avenir de l'humanité ». Il déclare également vouloir davantage de transparence au niveau de l'algorithme en rendant public le code source et « vaincre les robots de spam et authentifier tous les humains ». Après l'annonce du deal, Musk déclare que son premier plan est de rendre open source l'algorithme qui classe les tweets dans le flux, afin d'accroître la transparence du réseau social. Il déclare également son intention de supprimer les comptes automatisés et robots et de mettre en place une procédure permettant « d'authentifier tous les vrais humains » du réseau. Il laisse alors entendre qu'il pourrait transformer le siège de X à San Francisco en un « centre d'hébergement pour sans-abris »,.
Le 4 mai 2022, Musk est convoqué par le Comité du Numérique, de la Culture, des Médias et du Sport (en) pour discuter de l'effet de son rachat sur la liberté d'expression et les comportements agressifs et délictuels en ligne. Il déclare par la suite qu'il souhaite annuler le bannissement de l'ancien président américain, Donald Trump, du réseau social, jugeant qu'il s'agissait d'une « erreur ». Le lendemain, Musk publie le résultat du montage financier prévoyant un financement de 7,1 milliards de dollars, notamment de Larry Ellison, cofondateur d'Oracle Corporation, du prince saoudien Al Walid ben Talal Al Saud, des sociétés de capital-risque Andreessen Horowitz et Sequoia Capital, ainsi que du fonds souverain Qatar Holding,. L'injection de capital lui permet de réduire son prêt bancaire personnel initial de moitié, le portant à 6,25 milliards de dollars et de réduire son apport en capital de 21 milliards à un peu moins de 20 milliards de dollars,.
Le 11 mai, le Wall Street Journal rapporte que la Securities and Exchange Commission (SEC) et la Federal Trade Commission (FTC) avaient procédé à l'ouverture de plusieurs enquêtes concernant la suite d'événements ayant conduit à l'acquisition de X. Le lendemain, M. Agrawal licencie le directeur général de Twitter, Kayvon Beykpour, et le chef de produit des revenus, Bruce Falck.

#### Retrait progressif puis finalisation de l'achat
Le 13 mai, Elon Musk déclare que l'accord passé avec X avait été suspendu. Selon lui, cette décision fait suite à l'obtention d'un rapport établissant que 5 % des utilisateurs actifs quotidiens de X étaient des comptes de spam et des bots. Cette déclaration fait rapidement chuter les actions de X de plus de 10 %. Elon Musk affirme alors qu'il reste décidé à acquérir le réseau social,. En réponse à un fil X d'Agrawal affirmant qu'un examen externe des utilisateurs de la plateforme était techniquement incommode et probablement impossible à réaliser, Musk publie un emoji caca, suggérant que la communication d'Agrawal relève du « bullshit ».
Le 17 mai, Musk réitère que l'acquisition ne pourra pas franchir de nouvelle étape tant que X ne pouvait pas prouver que les affirmations relatives aux bots étaient faux. Il demande alors à la Securities and Exchange Commission, la SEC, l'organisme fédéral américain de réglementation et de contrôle des marchés financiers, d'enquêter sur le nombre d'utilisateurs quotidiens de X,. Le même jour, Twitter dépose de nouveaux documents auprès de la SEC, y compris une chronologie détaillée de l'acquisition par Musk et a affirmé qu'elle « appliquerait l'accord de fusion » quelles que soient les actions de Musk.
Le 25 mai, Musk déclare abandonner son projet de financer partiellement l'opération de rachat par le biais de prêts sur marge contre des actions Tesla, choisissant plutôt de s'engager à verser 6,25 milliards de dollars supplémentaires en financement par actions,. Le même jour, William Heresniak, un investisseur de X, dépose un recours collectif contre Elon Musk, alléguant du viol des lois sur les sociétés en Californie en manipulant le marché.
Le 3 juin, le rachat de X est approuvé par l'autorité de surveillance de la concurrence et de monopoles américaine. Dans un courriel envoyé par l'avocat de Musk à Twitter trois jours plus tard, Musk menace cependant à nouveau de mettre fin à son accord avec Twitter en raison du refus de la société de communiquer les données relatives à sa base d'utilisateurs,. Twitter répond alors que le réseau et l'entreprise continueraient à coopérer avec Musk pour s'assurer que la transaction soit conclue conformément à leur accord.
Le 8 juin, le conseil d'administration de X se plie aux exigences de Musk, acceptant de lui fournir un flux de données de tweets,. Musk participe à une réunion générale le 16 juin pour répondre aux questions des employés de Twitter. Il y aborde sa vision de la politique de modération du contenu de Twitter, la liberté d'expression, les licenciements potentiels, le télétravail et « la nature cosmique de Twitter »,,. Musk exprime à cette occasion son souhait que Twitter atteigne un milliard d'utilisateurs actifs. Lors d'une conférence le 7 juillet, Twitter révèle que plus d'un million de comptes de spam étaient supprimés chaque jour et réaffirme qu'il demeure impossible de déterminer par des moyens externes le nombre exact de ces comptes, car cela impliquerait de révéler un ensemble de données privées sur les utilisateurs. Le même jour, le Washington Post indique que l'accord avec Musk était « en péril » en raison d'un ralentissement des discussions sur le financement.
Musk annonce finalement son intention de mettre fin à l'accord de rachat le 8 juillet, affirmant que X avait violé leur accord initial en refusant de sévir contre les comptes robotisés dédiés au spam,. X intente alors une action en justice contre Musk devant la Cour des comptes du Delaware, le 12 juillet. Le procès se tient à partir du 17 octobre 2022.
Menacé par le procès, Elon Musk annonce finalement réintroduire une proposition d'achat avec un prix inchangé. La vente est finalisée dans la nuit du 27 octobre au 28 octobre. Sitôt devenu propriétaire du réseau social, Musk licencie le directeur général Parag Agrawal, le directeur financier Ned Segal et la directrice des affaires juridiques et politiques Vijaya Gadde.

#### Départ de son poste de PDG
Le 20 décembre 2022, Elon Musk annonce quitter son poste de PDG de X dès qu'il aura trouvé quelqu'un pour lui succéder. Il est finalement remplacé par Linda Yaccarino le 11 mai 2023, mais souhaite rester à l'initiative des changements techniques apportés au réseau social.

#### Perte d'utilisateurs et perte de valeur
Le rachat de X par Musk puis son utilisation de la plateforme pour propulser la campagne de Donald Trump ont conduit à une baisse des utilisateurs, qui a pu être mesurée au sein de l'Union Européenne, ainsi qu'aux États-Unis.
- Le nombre moyen d'utilisateurs mensuels dans l'UE est passé de 111,4 millions au cours des six mois précédant janvier 2024 à 106 millions au cours des six mois précédant juillet 2024[184].
- Les analystes du Financial Times indiquent que le nombre d'utilisateurs de X a chuté de près d'un tiers au Royaume-Uni et de près d'un cinquième aux États-Unis au cours de l'année précédant septembre 2024[184].

La baisse du nombre d'utilisateurs a coïncidé avec un déclin des perspectives financières.

### xAI
En mars 2023, il fonde la société xAI (eXplainable Artificial Intelligence) dans le domaine de l'intelligence artificielle, en vue de concurrencer Microsoft, Google et OpenAI dans ce secteur.
En 2024, il officialise son intention de construire un superordinateur pour xAI, selon The Information.

## Politique

### Avant 2024
Fin 2016, il devient conseiller officieux du président des États-Unis Donald Trump ; il abandonne son poste en juin 2017 lorsque Donald Trump annonce son intention de quitter l'accord de Paris sur le climat.
Elon Musk signe en 2017, avec une centaine de responsables d'entreprises spécialisées dans l'intelligence artificielle ou la robotique, une lettre ouverte aux Nations unies mettant en garde contre les dangers des armes autonomes, surnommées robots tueurs.
En 2018, ses donations de 88 900 $ au Parti républicain sont révélées par le Huffington Post.
En mai 2022, il affirme avoir voté pour les candidats démocrates Barack Obama, Hillary Clinton et Joe Biden, respectivement en 2008 et 2012, en 2016 et encore en 2020,,, puisque le Parti démocrate était auparavant « le parti de la gentillesse ». Il affirme cependant que ce parti est devenu « le parti de la division et de la haine » ; il déclare ainsi qu'il votera désormais Républicain,.
À partir de 2021, il critique régulièrement la politique du président Joe Biden ainsi que son âge (78 ans le jour de son entrée en fonction) pour l'exercice du pouvoir présidentiel en déclarant (malgré l'âge de Donald Trump) « Il existe déjà des conditions d'âge minimum pour la Chambre, le Sénat et la présidence. Réciproquement, il devrait y avoir aussi des limites d'âge maximum ». D'une manière globale, il déplore la gérontocratie d'une façon susceptible de rejoindre l'âgisme en ajoutant « Je pense que nous avons déjà un problème assez sérieux avec la gérontocratie, où les dirigeants de tant de pays sont extrêmement âgés. Pour qu'une démocratie fonctionne, les dirigeants doivent être en contact avec la majorité de la population ».
En novembre 2022, Musk appelle les électeurs américains à voter pour le Parti républicain lors des élections de mi-mandat, afin de garantir l'équilibre entre les pouvoirs exécutif et législatif. Il rétablit le compte X de l'ancien président américain Donald Trump à la suite d'un sondage qu'il lance auprès des utilisateurs de la plateforme. Il soutient cependant la candidature de Ron DeSantis contre Donald Trump pour les primaires du Parti républicain en vue de l'élection présidentielle américaine de 2024. En mai 2023, Ron DeSantis annonce sa candidature sur X et échange à cette occasion avec Elon Musk dans une discussion audio en direct sur ce réseau social.
En mars 2023, il soutient l'activiste d'extrême droite Jake Angeli, emprisonné pour sa participation à l'assaut du Capitole, et appelle à sa libération. Ceux qui s'opposeraient à sa libération sont à ses yeux « [ses] ennemis et les ennemis de l'Amérique ».
Il publie un message de soutien au milliardaire Vivek Ramaswamy lors des primaires du Parti républicain américain de 2024. Ce dernier se présente notamment comme le « candidat anti-woke » et fait campagne sur un programme conservateur et climatosceptique.

### Depuis 2024

#### Positionnement
À partir de 2024, son positionnement s'affirme de plus en plus du côté du conservatisme face aux idées qualifiées de woke. Musk explique ce revirement idéologique par la transition de sa fille Vivian, qui l'a sensibilisé sur la question de la transidentité des personnes mineures, et au cours d'une polémique qui exacerbe leur rupture de liens,. En juillet 2024, il déplace ainsi de la Californie au Texas le siège de SpaceX en raison d'une loi pour plus d'autodétermination de genre des mineurs.
Elon Musk se radicalise au cours du temps jusqu'à devenir d'extrême droite de par son soutien à plusieurs partis d'extrême droite européens notamment l'AfD, Reform UK et Frères d'Italie,,,,,. Selon l'historien Johann Chapoutot, il cultive « une vision viriliste, homophobe, raciste, antisémite du monde ». Les médias dénoncent ainsi de fréquents dog whistle de la part d'Elon Musk envers les communautés de suprémacistes blancs, antisémites et complotistes tels que la réintégration d'utilisateurs de Twitter bannis pour leurs propos extrémistes comme le néonazi Andrew Anglin (en), le révisionnisme de la Shoah et l'usage récurrent de références propres aux néonazis du réseau 4chan,. En décembre 2024, Elon Musk choisit comme avatar sur X Pepe la grenouille en armure romaine qu'il nomme Kekius Maximus, une triple référence propre aux néonazis du réseau 4chan,.
Depuis 2020, il cite régulièrement la philosophe Ayn Rand, apôtre de « l’égoïsme rationnel » et du capitalisme. Lui-même affirme, en 2025, que « la faiblesse fondamentale de la civilisation occidentale est l’empathie. »
Dans une enquête d'opinion de janvier 2025 en France, 36 % des répondants considéraient Elon Musk à droite et 44 % à l'extrême droite, 15 % ne sachant pas le situer. Selon l'analyste Stéphane Fournier, « il y a une forte adhésion dans une partie de l'électorat de la droite française à la “transgression” libérale muskienne, qui survalorise le masculinisme, la technologie, le libéralisme et l'anti-écologisme dans une forme de provocation et de réaction à un prétendu système woke ».

#### Implication dans la campagne de Donald Trump de 2024

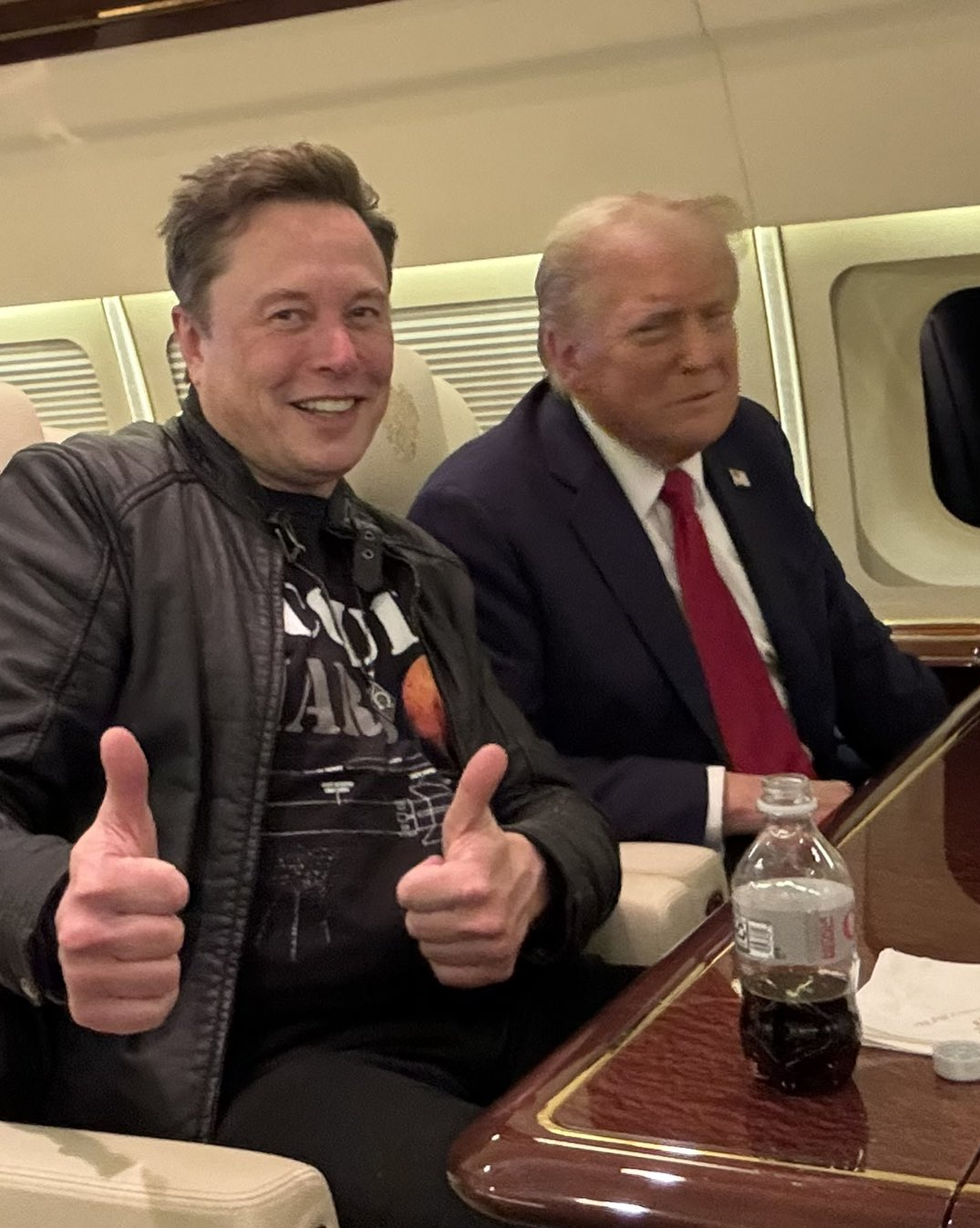
Après la tentative d'assassinat de Donald Trump, Elon Musk soutient ouvertement le candidat républicain.

Le 14 juillet 2024, au lendemain de la tentative d'assassinat de Donald Trump, Elon Musk déclare son soutien à Donald Trump pour l'élection présidentielle de novembre 2024 : « Je me rallie complètement à Donald Trump et j'espère qu'il se remettra vite ». Il le compare à Theodore Roosevelt, qui avait lui aussi été victime d'une tentative d'assassinat : « La dernière fois que l'Amérique a eu un candidat aussi solide, c'était Theodore Roosevelt ».
Selon les médias, ce rapprochement idéologique était à prévoir,,,, mais les explications de ce rapprochement divergent. Alors que pour CNN et BFM TV la raison tient à sa détestation du progressisme et des valeurs transmises par le « virus woke », les quotidiens The New York Times et Le Devoir estiment que la raison est surtout économique, là où The Guardian considère que c'est une combinaison des deux. De manière plus précise, The New York Times explique que les technophiles de la Silicon Valley — dont Elon Musk — sont de plus en plus opposés aux revendications régulatrices des progressistes quant aux nouvelles technologies, perçues comme fléaux par les progressistes sur le plan social ; les titans technologiques seraient ainsi davantage enclins à soutenir Donald Trump, également vu comme victime du système et opposé aux régulations sur les technologies américaines.
À partir de juillet 2024, Elon Musk met en place un Super PAC (qu'il nomme America PAC (en)) dans le but de verser 45 millions de dollars par mois à la campagne électorale de Donald Trump,,. La commission électorale fédérale estime à la mi-octobre que de juillet à septembre 2024, Elon Musk a donné 75 millions de dollars en faveur de Donald Trump via le Super PAC, notamment en versant 47 $ à toute personne convaincant un électeur d'un État clé (Swing state) de signer pour une pétition en faveur de la liberté d'expression et de port d'armes,, ; Elon Musk affirme également le 19 octobre verser chaque jour un million de dollars au hasard à un des signataires de la pétition jusqu'au 5 novembre, une pratique qui est jugée potentiellement illégale par certains experts, et lui vaut un procès. Au total, il investit 290 millions de dollars pour soutenir Trump et le Parti républicain.
En juillet 2024, il diffuse une fausse vidéo montée avec de l'intelligence artificielle, sans prévenir du contexte, de Kamala Harris.
En août 2024, le Center for Countering Digital Hate note que, depuis le début de l'année 2024, Elon Musk a posté 50 messages à propos des élections américaines sur X, identifiés comme faux ou trompeurs. Ces messages ont été vus 1,2 milliard de fois. Or ses messages n'affichent pas les habituelles notes, montrant qu'ils ont été détectés par l'équipe travaillant sur la désinformation.
Le 12 août 2024, trois mois avant l'élection présidentielle américaine de 2024, Elon Musk et Donald Trump participent pendant deux heures à un échange écouté en direct par plus d'un million de personnes sur le réseau social X. Les médias affirment qu'avec cette entrevue avec Donald Trump, Elon Musk cherche explicitement à faire de X un terrain de la campagne présidentielle, notamment par des publicités politiques,,, voire que cette entrevue était surtout dans le but de mettre en valeur le parti et le candidat républicains,,. Les deux milliardaires s'adressent la parole amicalement par leurs prénoms, et Elon Musk qualifie Donald Trump de voie de la prospérité, Kamala Harris étant l'exact inverse ; le propriétaire de X lui propose également de faire partie de son gouvernement, ce à quoi le candidat républicain répond par « j'adorerais cela ». Elon Musk affirme également que les auditeurs devraient supporter le candidat républicain. Donald Trump lui retourne le compliment en fin d'entrevue, annonçant qu'il est un « gars génial » (« amazing guy ») et qu'il « a fait un excellent travail ».
Au cours de l'entrevue, les deux protagonistes traitent de divers sujets politiques tels que l'immigration, l'économie américaine, le mandat de Joe Biden, Kamala Harris, le climat, la politique étrangère, etc., :
- sur la question de l'immigration, sans contester son lien avec la violence, Elon Musk appelle Donald Trump à nuancer et à apaiser sa rhétorique contre les immigrés ; Elon Musk ajoute par ailleurs que si les États-Unis continuent à avoir « des frontières ouvertes », il n'est pas sûr qu'il y aura « encore un pays » d'ici les quatre prochaines années[232], il compare par ailleurs l'afflux de migrants à une « apocalypse zombie »[233] ;
- sur la question de Kamala Harris, tous deux s'accordent à dire qu'elle appartient à la gauche radicale, et Elon Musk affirme qu'elle amènera l'inverse de la prospérité[234] ;
- sur la question du climat, Elon Musk minore les dangers du réchauffement climatique, ce qu'approuve Donald Trump en affirmant que le risque de « réchauffement nucléaire » est bien plus effrayant que celui de réchauffement climatique[234].

Le 5 octobre 2024, à un mois de l'élection présidentielle, Elon Musk participe pour la première fois à un rassemblement politique tenu par Donald Trump, qui se tient là où ce dernier avait été victime d'une tentative d'assassinat le 13 juillet, à Butler (Pennsylvanie). Le président de Tesla, portant une casquette avec le slogan Make America Great Again, déclare que la défaite de Donald Trump pourrait bien signifier la dernière élection des États-Unis, étant donné que les démocrates souhaitent retirer la liberté d'expression et de port d'armes aux Américains,,.

#### Département de l'Efficacité gouvernementale

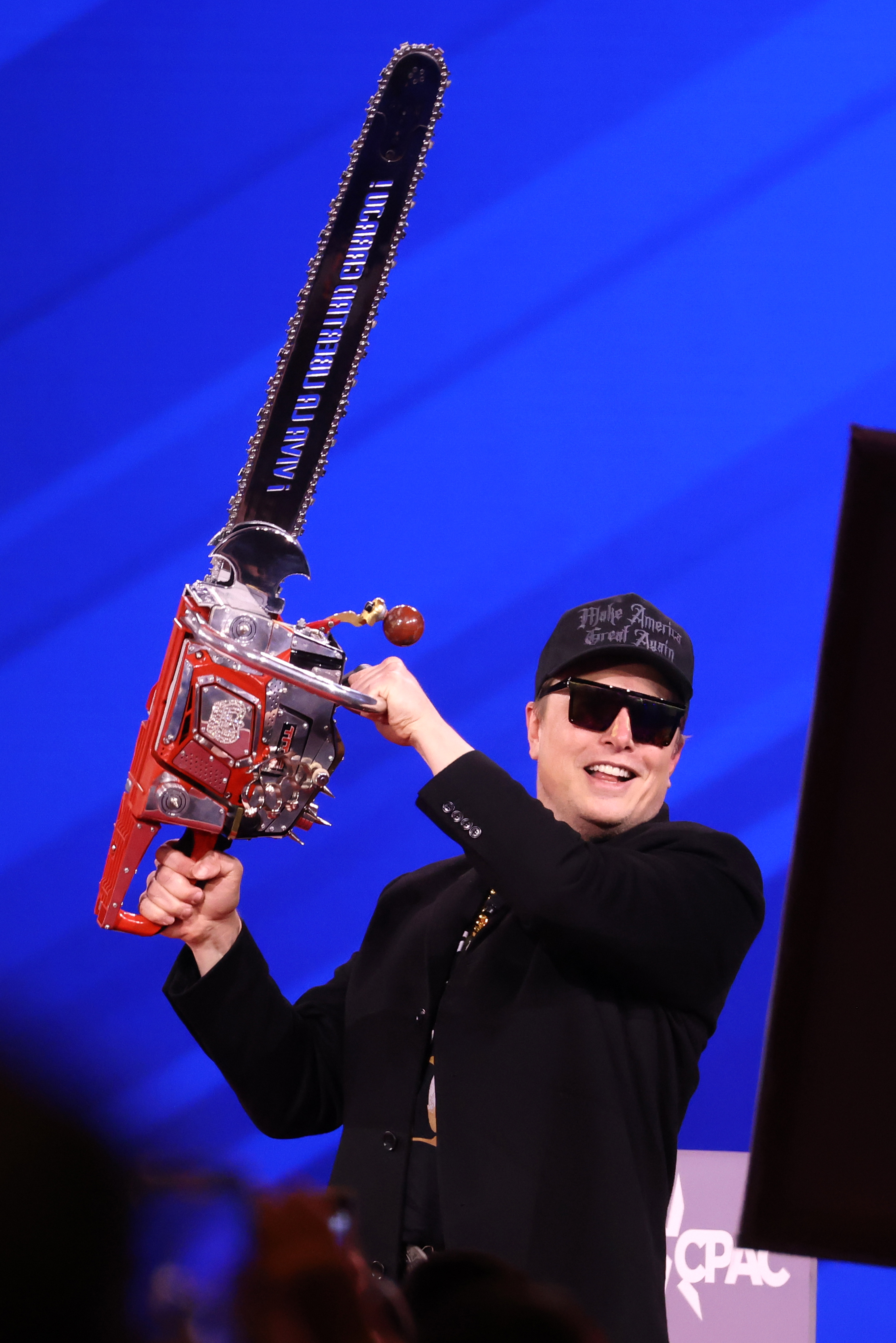
Elon Musk brandissant la « tronçonneuse pour la bureaucratie » offerte par le président argentin Javier Milei lors de la Conservative Political Action Conference de 2025.

Le 5 septembre 2024, Donald Trump déclare dans un discours que, s'il est de nouveau élu, il chargera Elon Musk d'un audit du gouvernement pour des réformes de fond, en particulier d'évaluation des coûts et de l'utilité des programmes fédéraux en vue d'abaisser les dépenses en en supprimant certains, et lui confiera donc des questions socio-économiques importantes.
Toujours en pleine campagne, Elon Musk reste volontairement imprécis sur le nombre de fonctionnaires qu'il souhaite conseiller de licencier affirmant qu'il se ferait assassiner s'il se montrait plus précis, mais il pose une borne inférieure de 5 % de fonctionnaires par an, soit 150 000 travailleurs. En octobre, Elon Musk précise vouloir réduire d'environ 2 000 milliards de dollars les dépenses publiques américaines les moins utiles sur 6 500 milliards.
Le 12 novembre 2024, à la suite de la victoire du candidat républicain, il est nommé dans ce but à la tête d'un futur « ministère de l'efficacité gouvernementale »,, officiellement une instance temporaire appelée département de l'Efficacité gouvernementale (Department of Governmental Efficiency, DOGE), en binôme avec Vivek Ramaswamy. Ce projet a pour vocation annoncée de « démanteler la bureaucratie gouvernementale, sabrer les régularisations excessives, couper dans les dépenses inutiles, et restructurer les agences fédérales » en réduisant ou supprimant des programmes fédéraux et des postes de fonctionnaires.
Face aux coupes budgétaires de plus en plus impopulaires du DOGE, les tensions montent entre l'ancien conseiller de Donald Trump Steve Bannon, toujours proche du président, et Elon Musk. Bannon reproche au milliardaire de n'être intéressé que par ses propres intérêts au détriment du peuple américain en soutenant les visas H-1B (en), il le décrit ainsi comme un « immigré parasite » « vraiment diabolique » et appelle à une « guerre civile » au sein du mouvement MAGA, car Musk trahira tôt ou tard le mouvement. Face aux tensions croissantes entre les deux hommes, le président Trump appelle les deux hommes à dialoguer en privé pour trouver un terrain d'entente,,.
Au début du mois d'avril 2025, des rumeurs insistantes tendent à indiquer que Musk quittera l'exécutif fédéral prochainement et est perçu comme un poids en son sein même. Il annonce peu de temps après la volonté de réduire son implication dans le DOGE afin de redonner du temps à l'entreprise Tesla, dont la perspective financière subit les « répercussions » de son engagement politique,.
Elon Musk se déclare déçu par Donald Trump et quitte le DOGE le 28 mai 2025. En juin, il considère la loi One Big Beautiful Bill Act comme « absolument répugnante » et ajoute que les électeurs de Trump devraient « avoir honte » : il explique que cette loi « va détruire des millions d'emplois en Amérique » car elle « donne des subventions aux industries du passé tout en endommageant sévèrement les industries du futur ».

## Idéologie

### Travail et gestion de projet
La méthode de travail d'Elon Musk pour innover et provoquer des ruptures technologiques est de revenir aux principes premiers, aux fondamentaux de la physique, en ce sens que la physique seule dicte ce qu'il est possible de faire ou non.
L'approche d'Elon Musk est également de favoriser les essais, même infructueux, pour développer par itération (en) plutôt que de tout concevoir en une fois en visant la réussite du premier coup.
Elon Musk cherche aussi à ne pas trop optimiser, mais plutôt à éliminer : selon lui, la pire chose à faire est de chercher à optimiser un mécanisme qui ne devrait tout simplement même pas exister à la base (« si vous ne rajoutez pas au moins 10 % de ce que vous avez supprimé, c'est que vous ne supprimez pas assez »).
Enfin, Elon Musk prône l'intégration verticale, qui consiste à intégrer un maximum de compétences en interne pour maîtriser le maximum de choses sans dépendre de sous-traitants, de leurs délais, de leurs difficultés. SpaceX fabrique par exemple ses propres cartes-mères et circuits intégrés.

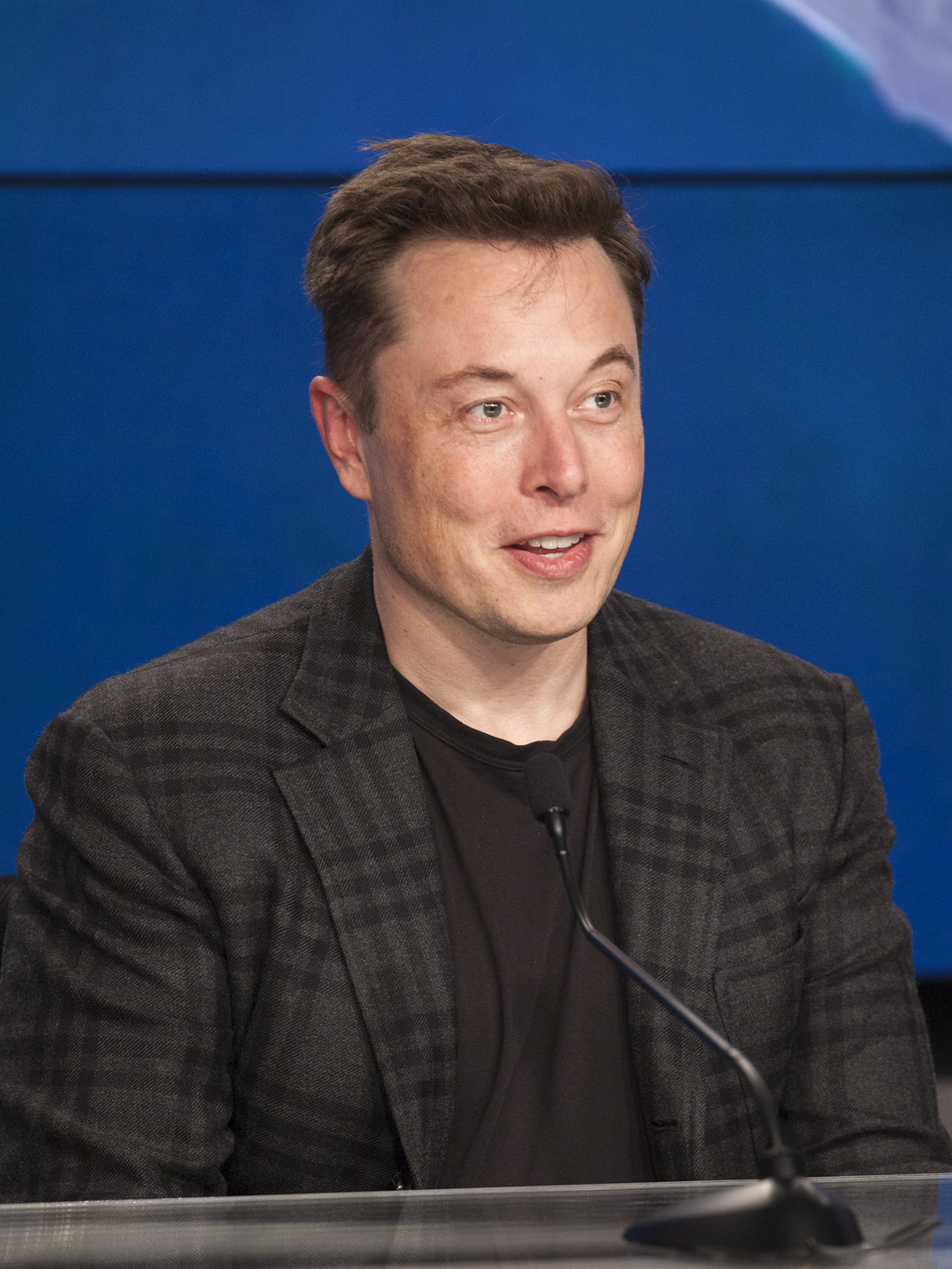
Elon Musk en 2016.

### Questions sociétales
En 2024, son positionnement s'affirme de plus en plus du côté du conservatisme face aux idées qualifiées de wokes. Musk explique ce revirement idéologique par la transition de sa fille Vivian Jenna Wilson, qui l'a sensibilisé sur la question de la transidentité des personnes mineures, et au cours d'une polémique qui exacerbe leur rupture de liens,. En juillet 2024, il déplace aussi de la Californie au Texas les sièges de SpaceX et X en réaction à une loi visant à protéger les droits des élèves transgenres,.
À la suite de l'arrestation de Pavel Dourov en France, en août 2024, Elon Musk plaide pour sa libération et lance le hashtag #FreePavel (« Libérez Pavel »).
Elon Musk suscite la controverse le 10 septembre 2024 en répondant qu'il ferait un enfant à Taylor Swift et garderait ses chats au péril de sa propre vie, en réaction à un post de Swift qui officialisait son soutien à la candidature de Kamala Harris avec une photo en soutien à Kamala Harris où elle tient son chat en référence à la qualification de J. D. Vance contre les démocrates de « femmes à chats sans enfant ».

### Intelligence artificielle
Soucieux de l'avenir de l'intelligence artificielle, il est membre de l'association Future of Life Institute. Craignant que les robots puissent un jour supplanter et nuire à l'humanité, Elon Musk tente de développer des initiatives, y compris par la technologie transhumaniste même en tant qu'outil dans ce combat, afin de réfléchir à l'avenir de la robotique.
Du 29 au 31 août 2019, il assiste à la WAIC (World Artificial Intelligence Conference), où il débat avec Jack Ma, homme d'affaires chinois et président d'Alibaba Group, sur le sujet de l'intelligence artificielle pour savoir si elle représente un danger et si elle peut nous dépasser.
Elon Musk imagine un scénario où l'intelligence artificielle rendra les emplois obsolètes. Il affirme : « Le dernier travail qui restera probablement consistera à écrire un logiciel d'intelligence artificielle. Ensuite, l'intelligence artificielle finira par écrire son propre logiciel. » Pour lui, les machines risquent de surpasser l'Homme, car la technologie évolue rapidement ; « Les ordinateurs sont déjà beaucoup plus intelligents que les humains sous de nombreux aspects », dit-il. Selon lui, les machines risquent de s'impatienter face à la lenteur cérébrale des humains et elles pourraient nous considérer comme des êtres lents et stupides ; « ce serait comme parler à un arbre », ajoute-t-il.
En 2023, il est cosignataire d'une pétition appelant à un moratoire sur l'intelligence artificielle en attendant la mise en place de systèmes de sécurité, tout en créant simultanément X.AI, sa propre start-up d'intelligence artificielle. En novembre, il déclare à Sky News que l'IA présente un « risque » pour l'humanité.
En 2014, Elon Musk fait une courte apparition dans le film Transcendance de Wally Pfister. Il figure au milieu du public lors d'une conférence « Evolve the Future » traitant de la nature de la sapience, compris l'intelligence artificielle.

### Natalité
Elon Musk est nataliste ; il croit que la baisse de natalité conduirait à un effondrement de la civilisation et promeut cette théorie pour inciter à faire davantage d'enfants,, lui-même en ayant conçu plus de dix,.
Elon Musk considère que les principes du christianisme favorisent la natalité : le déclin de la foi chrétienne impliquerait une baisse de natalité dans la société.
Le milliardaire qualifie le démographe néomalthusien Paul Ehrlich de « maniaque génocidaire » pour ses politiques ayant causé « beaucoup de mal à l'humanité ».

### Politique internationale

#### Europe
Elon Musk s'appuie régulièrement sur un réseau restreint de comptes racistes, néofascistes ou islamophobes de son propre réseau social pour s'informer sur l'actualité européenne. L'interaction de Musk avec ces sources influence notamment ses prises de position sur les opérations de secours aux migrants en Méditerranée ou les groupes criminels organisés impliqués dans des viols systématiques au Royaume-Uni.
Sur le réseau social X dont il est propriétaire, le milliardaire Elon Musk réagit aux manifestations contre le projet de réforme des retraites, en marquant son soutien au projet, le 18 mars 2023, déclarant que « l'âge de la retraite en France est trop bas », ce qui pose selon lui « un vrai problème ».
En octobre 2023, il prend la défense du polémiste d'extrême droite franco-suisse Alain Soral dans le cadre de sa condamnation en Suisse pour des propos homophobes visant une journaliste suisse, estimant que ceux-ci ne devraient pas être un délit pénal,,. Le même mois, il relaie des accusations selon lesquelles des ONG allemandes collecteraient des migrants clandestins en mer Méditerranée pour les débarquer en Italie avec le soutien financier du gouvernement allemand, remet en cause cette initiative et exprime des préoccupations concernant la souveraineté italienne. Ces accusations sont cependant réfutées études à l'appui par SOS Méditerranée, ainsi que par les propos du ministre de l'Intérieur italien Matteo Piantedosi.
En décembre 2023, il accepte l'invitation de Giorgia Meloni à participer à l'Atreju, rassemblement annuel du parti Frères d'Italie,,. À l'occasion du rassemblement du parti d'extrême droite, il reprend notamment la théorie raciste du grand remplacement,.
À partir de l'été 2024, Elon Musk s'en prend régulièrement au Parti travailliste qui vient d'être élu au Royaume-Uni et mène une campagne politique et de désinformation contre eux sur son média social, X. Il prédit notamment une « guerre civile » dans le pays à la suite d'une manifestation d'extrême droite anti-musulmans et anti-immigration, reprenant les arguments de l'extrême droite britannique, en dénonçant la police « à deux vitesses », supposément laxiste avec les défenseurs des droits des minorités et dure avec les manifestants d'extrême droite. Il dénonce le gouvernement Starmer qui libère des prisonniers ayant des peines légères pour désengorger les prisons (ce que faisait le gouvernement conservateur précédent également), ainsi que l'enquête de police concernant une journaliste pour un message sur le média X considéré comme incitant à la haine. Il déclare notamment « Personne ne doit se rendre au Royaume-Uni, où [ils] libèrent des pédophiles pour emprisonner à la place des gens arrêtés pour avoir posté des messages sur les réseaux sociaux ». Musk accuse également le Royaume-Uni d'avoir « viré complètement stalinien » parce que les travaillistes ont introduit des droits de succession sur les exploitations agricoles les plus riches. L'interventionnisme de Musk dans la politique du Royaume-Uni embarrasse le débat national. Il se montre outrancier en diffamant le premier ministre Keir Starmer et la secrétaire d'État Jess Phillips de complices de réseaux pédocriminels,.
En décembre 2024, Musk rencontre Nigel Farage et d'autres cadres du parti Reform UK, anciennement Brexit Party qui promeut des politiques nationalistes et anti-immigration, à la propriété de Donald Trump en Floride, pour négocier un don au parti avant les prochaines élections britanniques, dans le but d'aider Farage à devenir Premier ministre.
Le même mois, Elon Musk exprime son soutien au parti politique allemand d'extrême droite Alternative für Deutschland (AfD) peu avant des élections cruciales dans le pays. Il déclare notamment : « Seule l'AfD peut sauver l'Allemagne », et traite le chancelier Olaf Scholz d'« idiot incapable ». Ces propos déclenchent de vives réactions en Allemagne, et une réponse du chancelier : « Nous avons la liberté d'expression, qui s'applique également aux multimilliardaires, mais la liberté d'expression signifie également que vous pouvez dire des choses qui ne sont pas correctes et qui ne contiennent pas de bons conseils politiques »,.

#### Guerre en Ukraine
À la suite de l'invasion de l'Ukraine par la Russie en 2022, Elon Musk adopte une attitude ambiguë. Selon The Wall Street Journal, il est en contact régulier avec le président russe, Vladimir Poutine, depuis cette période.
D'autre part, au début du conflit, il défie personnellement Vladimir Poutine, à travers un tweet, en lui proposant « un combat d'homme à homme ». En guise de réponse, le chef de la République tchétchène, Ramzan Kadyrov, à travers son compte Telegram, lui suggère que le combat n'est pas équitable et l'invite à s'entraîner dans des centres en Tchétchénie en lui écrivant : « Ici, nous t'en dirons plus sur tes obscures méthodes américaines de RP (relations publiques, N.D.L.R.) et nous t'apprendrons à bien tenir tes comptes sur les réseaux sociaux. Tu quitteras la Tchétchénie en te sentant une toute nouvelle personne ».
Fin février 2022, le vice-Premier ministre ukrainien, Mykhaïlo Fedorov, interpelle directement Elon Musk en lui demandant une assistance satellitaire pour maintenir les services de communication, ce qu'Elon Musk accepte en lui envoyant des stations Internet Starlink afin d'aider le pays à rester connecté malgré l'offensive russe. En octobre 2022, il déclare que SpaceX ne peut pas « financer indéfiniment le système » Starlink et demande une participation de plusieurs dizaines de millions de dollars de la part du gouvernement américain,.
Durant l'année 2022, au cours d'une attaque de drones lancés par des sous-marins ukrainiens et utilisant l'infrastructure Starlink, Elon Musk cause l'échec de l'attaque ukrainienne et justifie cette décision par sa peur de représailles nucléaires de la Russie, développée après des discussions avec des représentants russes. C'est en septembre 2023 qu'est rendue publique l'affirmation de l'entrepreneur qui revendique avoir empêché une attaque de l'armée ukrainienne contre la flotte russe en mer Noire, en ne répondant pas à une demande de Kiev, pour éviter une escalade importante dans le conflit. Son biographe Walter Isaacson rapporte qu'il aurait secrètement ordonné à ses ingénieurs la désactivation de son réseau satellitaire dans un rayon de cent kilomètres autour de la côte de Crimée. La Russie l'en remercie.
En octobre 2022, Elon Musk met un sondage en ligne sur X proposant un accord de paix entre la Russie et l'Ukraine qui serait fondé sur de nouveaux référendums sous l'égide de l'Organisation des Nations unies (ONU) dans les territoires occupés (pratiquement vidés de leur population ukrainienne d'avant l'occupation russe), d'un statut de neutralité pour l'Ukraine et surtout d'un rattachement de facto de la Crimée (territoire ukrainien annexé par la Russie) à cette même Russie. Des responsables ukrainiens réagissent vivement, dont l'ambassadeur d'Ukraine en Allemagne, Andrij Melnyk (en), qui lui réplique : « Ma réponse très diplomatique est d'aller vous faire foutre », ainsi que le président ukrainien, Volodymyr Zelensky, qui riposte avec un autre sondage, invitant les utilisateurs à prendre parti entre l'Ukraine et la Russie.
Le 11 mars 2024, Elon Musk qualifie le sénateur Mark Kelly de « traitre » après que celui-ci ait indiqué à son retour d'une visite en Ukraine : « nous ne pouvons pas abandonner le peuple ukrainien. Tout le monde souhaite la fin de la guerre » mais « tout accord doit protéger la sécurité de l'Ukraine et ne doit pas être un cadeau » pour Vladimir Poutine, et critiquant Donald Trump pour tenter « d'affaiblir la position de l'Ukraine ». Suite à l'injure, le sénateur a répondu « Un traître ? Elon, si vous ne comprenez pas que défendre la liberté d'information est un principe fondamental qui fait la grandeur de l'Amérique et assure notre sécurité, peut-être devriez-vous laisser cela à ceux d'entre nous qui le font »,,,,.

### Divers
Le 21 juillet 2021, Elon Musk déclare être pro-nucléaire, précisant ensuite : « L'énergie nucléaire a toute sa place dans des pays bénéficiant d'un environnement naturel stable ».
Il s'affirme « pro-immigration » et rappelle en être lui-même issu. Il appelle ainsi à assouplir la politique migratoire des États-Unis. Il partage pourtant régulièrement des avis anti-immigration.
Il est hostile à l'existence de syndicats dans les entreprises.
En novembre 2021, il accueille très froidement la proposition de Bernie Sanders d'augmenter la taxation des grandes fortunes.

## Revenus et fortune

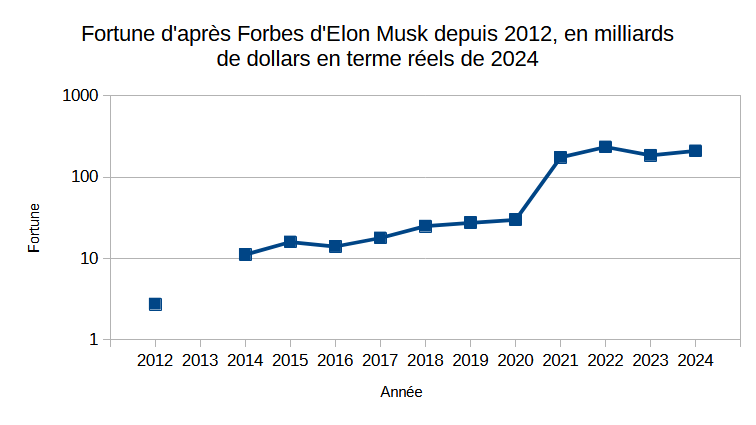
Fortune d'Elon Musk d'après Forbes depuis 2012, en valeur réelle de 2024.

En janvier 2018, Tesla annonce la proposition de compensation pour Elon Musk à son poste de PDG de l'entreprise pour les dix années à venir. Il sera compensé exclusivement en fonction des performances de son entreprise : aucun salaire fixe et la presque totalité de ses revenus liée à l'atteinte des objectifs opérationnels et à l'évolution du cours en bourse,. Ce plan de compensation est adopté par un vote des actionnaires en mars 2018 avec 73 % de support de la part des actionnaires en excluant les votes d'Elon Musk et de son frère Kimbal Musk, et environ 80 % au total, soit moins que les 95 % d'approbations typiquement exprimées lors de votes des actionnaires sur le salaire des dirigeants de grosses entreprises américaines.
|               | Montant (en dollars US nominaux) | Référence                                    | Événement |
| 2012          | 2 milliards                      | Forbes                                       | |
| 2013          | 7,7 milliards                    | Bloomberg billionnaires index                | En 2013, Forbes le classe « homme d'affaires de l'année » |
| 2014          | 8,4 milliards                    | Forbes                                       | |
| 2016          | 10,7 milliards                   | Forbes                                       | |
| août 2017     | 20 milliards                     | Forbes                                       | |
| mai 2018      |                                  |                                              | Forbes le classe 25e sur la liste des personnalités les plus puissantes du monde. |
| juillet 2020  | 72 milliards                     | Forbes, Les Échos                            | Tesla vient de faire des bénéfices pendant 4 trimestres consécutifs. Tesla représente 0,7 % du chiffre d'affaires mondial de l'industrie automobile et près du quart de sa capitalisation boursière. Elon Musk est le 8e homme le plus riche de la planète. |
| mai 2021      | 151 milliards                    | Forbes                                       | Elon Musk est le 2e homme le plus riche de la planète. |
| avril 2022    | 273 milliards                    | Bloomberg billionaire index[réf. incomplète] | Elon Musk est l'homme le plus riche de la planète, ayant dépassé Jeff Bezos au classement 2022 |
| avril 2022    | 219 milliards                    | Forbes                                       | Elon Musk est l'homme le plus riche de la planète, ayant dépassé Jeff Bezos au classement 2022 |
| août 2023     | 180 milliards                    | Forbes                                       | Le rachat de X par Elon Musk fait chuter la valeur des actions de Tesla, le replaçant à la seconde place d'homme le plus riche de la planète, derrière Bernard Arnault.                                                                                     |
| juin 2024     | 210,3 milliards                  | Forbes                                       | Le rachat de X par Elon Musk fait chuter la valeur des actions de Tesla, le replaçant à la seconde place d'homme le plus riche de la planète, derrière Bernard Arnault.                                                                                     |
| Novembre 2024 | 348 milliards                    | Bloomberg                                    | |
| Décembre 2024 | 440 milliards                    | Forbes                                       | L'élection de Donald Trump valorise les actifs d'Elon Musk qui voit le cours des actions de SpaceX s'envoler. |
| Février 2025  | 378,8 milliards                  | Forbes                                       | L'action Tesla a perdu 18,8 % en février 2025 alors qu'Elon Musk détenait près de 13 % de l'entreprise. |

En janvier 2021, selon Bloomberg, Elon Musk devient à 49 ans l'homme le plus riche du monde, à la suite d'une envolée boursière à l'ouverture de Wall Street. Avec une fortune estimée à plus de 188,5 milliards de dollars, il devance Jeff Bezos d'1,5 milliard de dollars.
L'essentiel de cette fortune est néanmoins composée en très grande majorité d'actions Tesla et SpaceX. En effet, ces dernières représentent environ 99% de sa fortune selon une estimation de Forbes.
Les tweets d'Elon Musk ont parfois un impact direct sur la bourse. Le 26 janvier, il a publié sur le réseau social un tweet mentionnant qu'il est intéressé par le site de vente en ligne Etsy. Le cours de l'action a monté de 18 % à la suite de cette publication. De même, à nouveau sur X, il recommande l'application de messagerie Signal, ce qui est à l'origine de l'augmentation de la cotation boursière de l'entreprise Signal Avancé qui n'a aucun lien.
En juin 2021, selon Forbes, Elon Musk serait le 3e homme le plus riche du monde, après Jeff Bezos et Bernard Arnault, notamment grâce au succès des véhicules produits par sa marque automobile Tesla et du cours de ses actions qui ont multiplié sa fortune professionnelle par six.
En février 2023, il est l'homme le plus riche du monde selon Ouest-France. Il est classé deuxième en mai 2023 derrière Bernard Arnault 238,5 milliards de dollars par Forbes au 9 mai 2023, puis le dépasse en juin 2023.
En 2024, il devient la première personne à posséder plus de 400 milliards de dollars, avec une fortune estimée à 440 milliards de dollars en décembre 2024.

## Polémiques

### Échec d'une mission en eau souterraine, sous-marin inadapté et propos injurieux envers un spéléologue
En juillet 2018, Elon Musk propose d'aider les autorités thaïlandaises dans les opérations de secours de la grotte de Tham Luang en construisant un mini-sous-marin conçu à partir d'un morceau de fusée. Cependant, le responsable de l'opération de sauvetage déclare à la BBC : « Même si leur équipement est très sophistiqué technologiquement parlant, il ne correspond pas aux besoins de notre mission dans le système de grottes », le sous-marin n'est donc pas utilisé.
Vernon Unsworth, spéléologue britannique ayant contribué aux opérations de sauvetage, a déclaré sur Twitter son offre d'aide de « coup de pub ». Elon Musk a rétorqué que Vernon Unsworth était pédophile,. Elon Musk, attaqué en justice, est relaxé par le jury de Los Angeles, son propos étant jugé insultant mais non diffamatoire en droit américain.

### Valeur de Tesla sur les marchés

#### Tromperie sur l'investissement
En septembre 2018, la Securities and Exchange Commission (SEC), annonce poursuivre Elon Musk en justice pour avoir trompé les investisseurs, avec un tweet affirmant : « J'envisage de retirer Tesla de la bourse à 420 dollars (par action). Financement assuré. ».
Après un accord à l'amiable conclu le 30 septembre 2018, Elon Musk accepte de démissionner du poste de président du conseil d'administration de Tesla. Il conserve toutefois la direction des opérations du constructeur automobile et reste membre du conseil d'administration, mais il devra nommer deux directeurs indépendants au conseil d'administration, être remplacé au poste de président du conseil d'administration et payer une amende de 20 millions de dollars (soit 17 millions d'euros). Tesla devra aussi payer une amende de 20 millions de dollars,. L'accord prévoit également d'introduire pour Elon Musk des restrictions sur sa communication (y compris sur les réseaux sociaux) lorsqu'elle contient, ou pourrait raisonnablement contenir, des informations importantes pour l'entreprise ou ses actionnaires afin qu'elles soient préapprouvées. L'accord est approuvé par le tribunal le 16 octobre 2018.
Sans pouvoir l'accuser de manipulation de cours, parce que les bitcoins ne sont pas considérés comme des titres comme les actions, Elon Musk est critiqué par la SEC pour sa spéculation sur cette cryptomonnaie,.

#### Infraction sur les accords
Après une série de tweets qu'Elon Musk a publiés sur son compte X le 19 février 2019, la SEC a saisi le tribunal fédéral du district sud de l'État de New York pour avoir, selon elle, enfreint les termes de l'accord à l'amiable qu'ils avaient conclu le 30 septembre 2018. Le premier tweet cité par la SEC a été publié à 19 h 45 heure de l'Est et indiquait que « Tesla avait produit 0 voiture en 2011, mais en produira environ 500 000 en 2019 ». Le second tweet publié à 23 h 41 heure de l'Est cité dans la plainte était un tweet en réponse à celui de 19 h 45 où Elon Musk clarifiait l'information de son précédent tweet : « Je voulais dire un taux de production annualisé à la fin de l'année 2019 probablement autour de 500 000, c'est-à-dire 10 000 voitures/semaine. Les ventes pour l'année sont toujours estimées à 400 000 ».
Le 18 décembre 2023, la Commission européenne a annoncé l'ouverture d'une enquête formelle contre le média social X en relevant que l'entreprise américaine a potentiellement enfreint plusieurs dispositions d'une loi sur les services numériques conçue pour freiner la désinformation et la propagande haineuse en ligne. La société, récemment au cœur de multiples controverses depuis son acquisition par Elon Musk en 2022, risque des conséquences sévères en cas de condamnation. La législation, inédite jusqu'à présent contre les géants de la Silicon Valley, prévoit des amendes pouvant atteindre jusqu'à 6 % du chiffre d'affaires annuel. Pour les infractions les plus graves, une expulsion du marché européen est envisageable. La Commission européenne, représentée par le porte-parole Johannes Bahrke, a annoncé son intention d'examiner les systèmes informatiques de X ainsi que ses politiques de gestion de l'information avant de parvenir à une conclusion définitive. Cette démarche vise notamment à déterminer si X a diffusé illégalement du contenu dans le contexte des attaques terroristes du Hamas contre Israël le 7 octobre 2023.

### Pandémie de Covid-19
Lors de la pandémie de Covid-19, Elon Musk est critiqué pour ses commentaires publics et sa conduite liés à la pandémie de Covid-19,. Il diffuse des informations erronées sur le virus, notamment en faisant la promotion d'un article scientifique largement discrédité sur les avantages de la chloroquine et en affirmant que les statistiques de décès liées à la Covid-19 étaient gonflées.
Il exige que ses salariés viennent travailler au bureau plutôt que de télétravailler,. Le bureau du shérif du comté d'Alameda (Californie) est finalement intervenu pour demander aux usines Tesla de respecter les mesures de confinement, alors qu'elles demandaient à leurs salariés de continuer à venir sur place.
En mai 2023, il est recadré par le ministre israélien de la Santé après avoir répondu à un tweet complotiste qui soutient qu'aucun jeune Israélien n'est mort du Covid-19.

### Coup d'État en Bolivie pour le lithium
Après la crise post-électorale bolivienne de 2019, le 31 mars 2020, la nouvelle ministre des Affaires étrangères de Bolivie, Karen Longaric écrit à Elon Musk : « toute société que vous ou votre entreprise pouvez fournir à notre pays sera la bienvenue » (« any corporation that you or your company can provide to our country will be gratefully welcomed. »). Le lithium est un métal indispensable à la fabrication de batteries, nécessaires au fonctionnement des automobiles de Tesla, comme dans toute voiture électrique, équipement informatique ou industriel reposant sur des batteries, dont un important gisement est situé dans le Salar d'Uyuni, en Bolivie (première réserve mondiale). En 2020, en réponse à un tweet accusant le gouvernement américain d'avoir organisé un coup d'État contre le président Evo Morales, Elon Musk répond par « Nous ferons un coup d'État contre qui nous voulons ! Faites avec. » (« We will coup whoever we want! Deal with it. »),.

### Allégation de harcèlement sexuel
D'après une information de Business Insider, Elon Musk a été accusé de harcèlement sexuel par une hôtesse de l'air pour des faits survenus lors d'un vol privé en 2016. Selon le site d'information, l'hôtesse de l'air s'est également plainte d'avoir moins de travail qu'auparavant en conséquence de son refus des avances sexuelles d'Elon Musk. En 2018, l'entreprise SpaceX d'Elon Musk propose à cette hôtesse de l'air une somme de 250 000 dollars afin de régler l'affaire à l'amiable. Suivant la révélation de ces informations par Business Insider, Elon Musk prétend qu'il serait victime de « coups bas » de la part du Parti démocrate à la suite de sa prise de position en faveur du Parti républicain, et nie l'accusation de harcèlement sexuel.

### Empreinte carbone
Elon Musk se déclarant engagé dans la lutte contre le réchauffement climatique, fait polémique avec son empreinte carbone. Le développement du flight tracking met en avant les nombreux déplacements en jet privé de plusieurs personnalités fortunées, dont il fait partie, ce qui les dérange,,. Il propose 5 000 dollars au fondateur du compte X « ElonJet » pour qu'il arrête de publier des informations sur ses trajets en jet,.

### Attaques envers Wikipédia
En octobre 2023, Elon Musk s'en prend publiquement à la Fondation Wikimédia et accuse Wikipédia de servir un agenda politique « au service du wokisme ». Cette attaque voit le jour en réaction aux critiques du cofondateur de Wikipédia, Jimmy Wales, qui dénonce les changements introduits sur X, qui empêchent selon lui de « distinguer un vrai journaliste d'un faux », en raison de la certification payante accordant un crédit de façade à quiconque paye le service, facilitant la diffusion de fausses informations sur le réseau. Elon Musk se plaint, dans le même temps, que la page lui étant consacrée liste les scandales qui le visent et de chercher à lever constamment de nouveaux fonds, dont il suggère que la destination est suspecte ou trompeuse, affirmant que l'intégralité de l'encyclopédie pourrait tenir sur un téléphone. Il propose ainsi de faire un don d'un milliard de dollars à la fondation en échange du renommage de l'encyclopédie pendant un an en « Dickipedia » (dick signifiant pénis dans le registre familier anglais).
La presse anglophone accuse Elon Musk de rejeter « une expérience démocratique dédiée à la connaissance », ajoutant qu'il « préfère hurler des « blagues » puériles dans l'éther ».
En décembre 2024, à la suite du rapport annuel de la Fondation Wikimédia montrant que 31,2 millions de dollars de leur budget — soit 17,6 % du total — sont consacrés à un objectif d'« équité », Elon Musk invite sa communauté sur X à ne plus faire de dons pour la fondation. Il l'accuse ainsi d'être biaisée en faveur d'un agenda « progressiste » et « woke »,,. Le journal New York Post soutient Elon Musk et affirme que l'encyclopédie est effectivement biaisée envers le Parti démocrate, tandis que le fondateur de Wikipédia Jimmy Wales nie ces accusations.
En janvier 2025, après la mention sur sa page Wikipédia du salut nazi qu'il a effectué lors du meeting d'inauguration de Donald Trump, le multimilliardaire accuse le site de reprendre la « propagande » des médias traditionnels. En réponse, le cofondateur de Wikipédia, Jimmy Wales, rétorque que la page ne rapporte que des faits et nie les accusations de propagande.

### Antisémitisme
En mai 2023, Musk critique le milliardaire juif George Soros, le comparant à Magnéto, grand méchant de la série X-Men, lui même d'origine juive. Le ministre israélien de la Santé et le président de l'Anti-Defamation League aux États-Unis indiquent que ce tweet encourage les attaques antisémites car Soros est la cible de plusieurs théories conspirationnistes antisémites.
En novembre 2023, la Maison-Blanche lui reproche d'effectuer une « promotion abjecte » de l'antisémitisme, après qu'il a validé et relayé un message complotiste, ; il avait en effet invité ses abonnés à suivre deux comptes qui diffusent ce type de contenu, avant de supprimer son message trois heures plus tard tout en s'excusant et expliquant que c'est « le pire et le plus stupide des posts qu['il n'a] jamais faits ». Pour le journal Le Monde, ce dérapage illustre la dérive d'Elon Musk vers « l'extrême droite complotiste et antisémite ». À la suite de cette polémique, les entreprises IBM, Apple, Disney et Warner Bros. Discovery annoncent le retrait de leurs publicités du réseau social. En guise de réponse, Elon Musk déclare lors de la conférence DealBook à New York, « qu'ils peuvent aller se faire foutre ».
Le 27 novembre 2023, dans un voyage planifié à l'avance, il se rend en Israël pour discuter d'antisémitisme en ligne avec le président israélien Isaac Herzog. Il affirme ensuite son soutien à Benyamin Netanyahou dans la guerre menée par Israël contre le Hamas. Il visite ensuite Auschwitz et déclare avoir été « naïf » sur l'ampleur de l'antisémitisme.

#### Controverse du salut nazi durant le meeting d’investiture de Donald Trump
Le 20 janvier 2025, pendant le discours qu'il prononce au meeting qui suit la cérémonie d'investiture de Donald Trump en tant que 47e président des États-Unis, Elon Musk tape sur sa poitrine et effectue un salut nazi, et le répète ensuite derrière lui. Ce geste provoque une vive réaction sur les réseaux sociaux et dans les médias, ainsi qu'au sein du monde politique.
Ce geste est décrit sans « aucun doute » comme un salut nazi par les historiens respectivement du nazisme, du fascisme et du nazisme Claire Aubin, Ruth Ben-Ghiat et Johann Chapoutot, y compris chez des spécialistes de l'antiquité qui réfutent la connotation de la Rome impériale, ainsi que par des médias et d'autres personnalités telle que la démocrate Alexandria Ocasio-Cortez. Des personnalités néonazies dans le monde entier affirment se réjouir du geste d'Elon Musk, qu'elles interprètent comme intentionnel,. Plusieurs médias considèrent en effet ce geste comme un des nombreux appels du pied de la part d'Elon Musk envers les communautés de suprémacistes blancs, d'antisémites et complotistes,.
L'historien du nazisme Richard J. Evans estime cependant que le geste n'est pas un salut nazi puisque « son regard suit sa main plutôt que de regarder droit devant ». Certaines personnalités et l'organisation Anti-Defamation League évoquent une maladresse d'Elon Musk potentiellement liée à son autisme,. De son côté, l'entrepreneur s'explique sur X, ironisant « l'attaque « tout le monde est Hitler » est tellement dépassée » et indiquant que ce geste symbolisait le don de son cœur à la foule.

### Relatifs à Twitter ou X

#### Complotisme
Via X, Elon Musk facilite le retour et la propagation des discours complotistes, en participant parfois lui-même à leur relais,. Il a en effet partagé de nombreuses théories du complot à partir de son compte personnel, entre autres au sujet de la guerre en Ukraine et concernant la politique américaine, dont du contenu issu de QAnon. Ces actions offrent une « caisse de résonance sans précédent » aux discours complotistes.
En 2022, il relaie une théorie complotiste minimisant la portée de l'agression au marteau du mari de Nancy Pelosi par un charpentier canadien, en suggérant qu'il s'agissait d'une rencontre sexuelle qui aurait mal tourné. Il effacera son message par la suite.

#### Racisme, misogynie et LGBTphobie
Fin octobre 2022, douze heures après le rachat de X par Elon Musk, après la promesse de réduire les restrictions sur le réseau social, des trolls cherchent à tester les limites de la liberté d'expression promue par le nouveau propriétaire ; ce faisant, les mentions du mot « négro » quintuplent sur le réseau social, les propos racistes, antisémites, misogynes et LGBTphobes explosent également,. General Motors et Ford retirent immédiatement leurs publicités sur le réseau social en conséquence. Elon Musk précise que la liberté d'expression qu'il prône n'est pas absolue et doit se soumettre aux lois américaines.
En août 2024, dans le contexte des émeutes d'extrême droite au Royaume-Uni en réaction à l'attaque au couteau à Southport, l'ancien vice-président de X, Bruce Daisley, accuse Elon Musk de contribuer lui-même à la « violence raciste qui se propage actuellement au Royaume-Uni ». Daisley accuse également Musk d'avoir remis sur le devant de la scène Tommy Robinson, le fondateur du mouvement d'extrême droite britannique English Defence League, en le réhabilitant sur le réseau social. En réaction aux tentatives de restriction faites sur les réseaux sociaux par le gouvernement anglais contre des posts haineux, Elon Musk compare l'Angleterre avec l'Union des républiques socialistes soviétiques (URSS),.

#### Enquête au Brésil pour «instrumentalisation criminelle de X» et blocage du réseau social
En avril 2024, la justice brésilienne ouvre une enquête contre Elon Musk pour « instrumentalisation criminelle de X » alors que celui-ci a réactivé des comptes d'extrême droite ayant participé à la tentative de coup d'État de 2023 au Brésil bloqués sur décision de justice. Elon Musk demande en réponse la « destitution » du juge Alexandre de Moraes, qui a pris cette décision,. Il s'ensuit par une décision de justice du 30 août le blocage de X au Brésil, contourné par une modification technique et levé début octobre à la suite du paiement des amendes et du blocage des comptes demandés.

#### Accusation de boycott «illégal» de X
Le 6 août 2024, Elon Musk porte plainte contre divers grands groupes pour « pratiques anticoncurrentielles » à l'égard de X, ayant « illégalement » boycotté X en refusant d'y publier des publicités. Parmi ces groupes figurent Mars, CVS Health, Unilever et Ørsted, accusés d'avoir collectivement boycotté X dans le but de faire perdre des milliards de dollars au réseau social. La présidente-directrice générale (PDG) de X, Linda Yaccarino, explique que la plainte fait partie de la « noble cause » de défendre la liberté d'expression.

### Consommation de drogues
En 2024, une enquête du Wall Street Journal révèle que la consommation de drogues d'Elon Musk inquiète les cadres de Tesla et SpaceX dans sa gestion et pour l'image des entreprises. En mars 2024, lors d'une interview, il confirme prendre de la kétamine qui lui serait prescrite sous ordonnance médicale pour traiter son « état d'esprit négatif ». Il affirme par ailleurs que sa consommation de drogues serait bénéfique pour les investisseurs de ses entreprises, et nie en consommer de manière excessive.

### Plainte contre OpenAI
Le 1er mars 2024, Elon Musk porte plainte contre l'entreprise OpenAI, entreprise qu'il a fondée avec Sam Altman en 2015, qu'il a ensuite quitté en 2019 à la suite d'un conflit de direction. Il accuse l'entreprise d'avoir « trahi sa mission initiale » qui était que leur outil ne devait pas servir à un but lucratif.
Toutefois, le 5 mars, l'entreprise riposte en dévoilant sur son blog des mails privés du milliardaire datant de 2017, dévoilant qu'il approuvait l'idée d'une entité à but lucratif, contrairement à ce qu'il affirmait dans sa plainte. Ils dévoilent également qu'ils ont eu du mal à arriver à un accord avec Elon Musk, qui suggérait de fusionner OpenAI avec Tesla.

## Dans la culture populaire

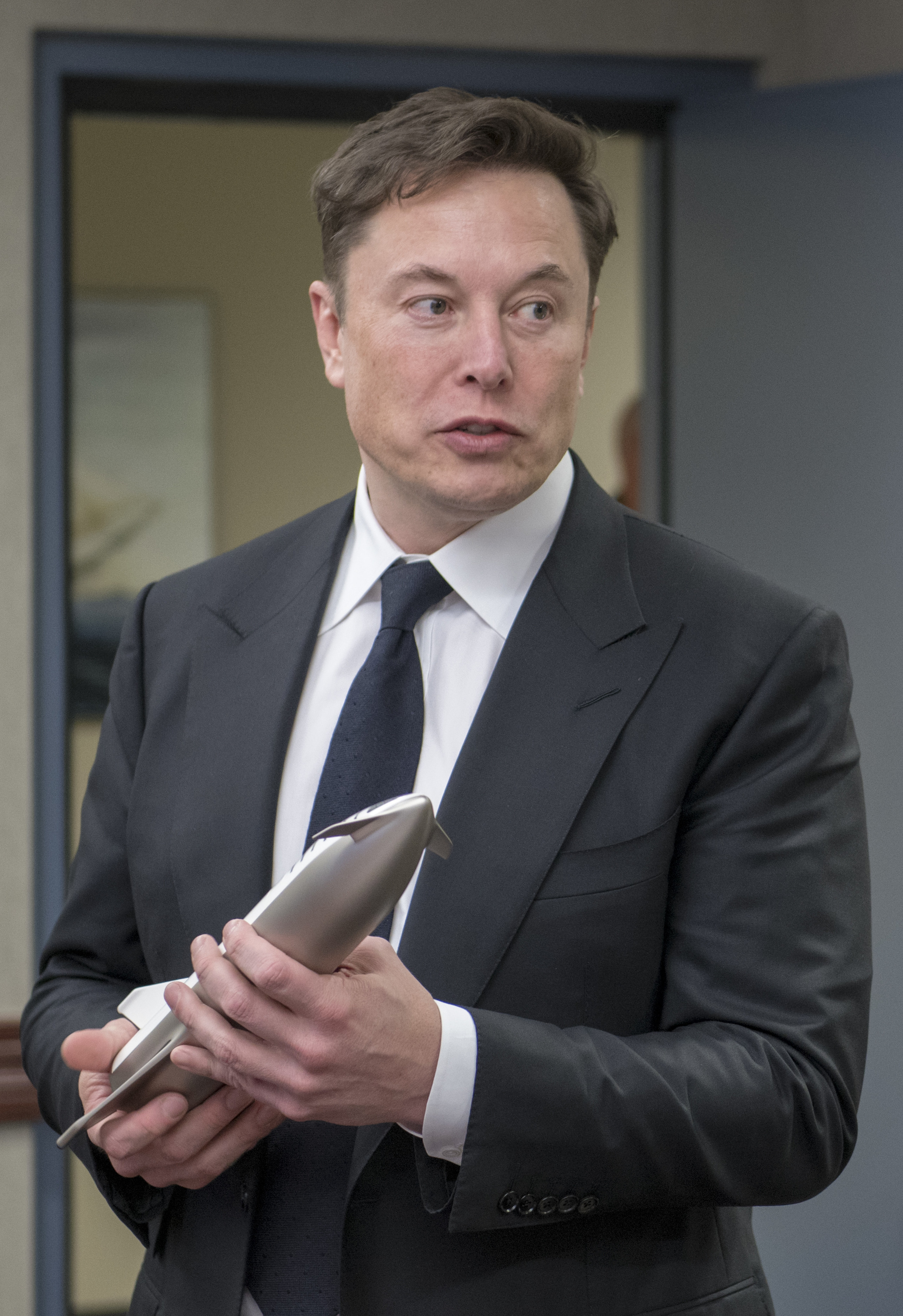
Elon Musk en 2019.

Selon Jon Favreau, réalisateur des films Iron Man, Elon Musk est l'inspiration du personnage de Tony Stark joué par Robert Downey Jr.,, bien que certains traits du personnage fussent déjà présents dans les comics antérieurs et s'inspiraient du milliardaire Howard Hughes. Elon Musk fait par ailleurs un caméo dans le deuxième opus, Iron Man 2 où, il fait part à Tony Stark d'un projet d'avion électrique.
Il apparaît en 2015 dans un épisode de la série télévisée The Big Bang Theory (saison 9, épisode 9) et en 2017 dans son spin-off Young Sheldon (saison 1, épisode 6), ainsi que dans la série d'animation Les Simpson (saison 26, épisode 12). Il fait aussi une courte apparition dans le film Machete Kills où il joue son propre rôle. Il fait également une apparition dans The Boyfriend : Pourquoi lui ?, aux côtés de Bryan Cranston et James Franco.

## Distinctions
- Depuis 2010, il est régulièrement classé dans le top 100 des personnalités les plus influentes du monde selon le magazine Time.
- En février 2011, Elon Musk apparaît dans le classement du magazine Forbes des meilleurs dirigeants d'entreprise (CEO) américains qui ont 40 ans et moins.
- En juin 2011, il remporte une récompense de 500 000 $ par Heinlein Prize for Advances in Space Commercialization (en).
- En 2012, Elon Musk se voit décerner la médaille d'or de la Royal Aeronautical Society, son plus prestigieux prix.
- En 2013, il est nommé « The Fortune businessperson of the year » pour SpaceX, SolarCity et Tesla.
- En 2021, Musk est élu personnalité de l'année par le magazine Time[415].
- En 2022, Elon Musk reçoit les insignes de commandeur de l'ordre brésilien du Mérite militaire (en) des mains du président Jair Bolsonaro, pour les services rendus au Brésil au travers du déploiement de Starlink[416].

### Doctoratshonoris causa
- Doctorat honoris causa de design de l'Art Center College of Design, en Californie[417].
- Doctorat honoris causa d'ingénierie aérospatiale de l'université de Surrey.